# Историзм в России
Историзм в России — разнообразные направления историзма в архитектуре России. Начиная с 1720 годов барокко и позже классицизм в России эволюционировали в направлении архитектуры сентиментальной, романтической, эклектической и историчной. Первыми появились исторические стили: египтизирующий, неоготика и шинуазри. Затем разработаны стили: русский, неовизантийский, неомавританский, неоренессанс, необарокко, элементы которых часто свободно комбинировались друг с другом (эклектика). Некоторые стили, например неороманский, использовались редко. В XIX веке появились также эклектицизм и неоромантические тенденции в архитектуре, а в начале XX века так называемый ретроспективизм. Последним доминирующим направлением в русском историзме иногда рассматривается[кем?] архитектура соцреализма.
Неорусский, неовизантийский и соцреалистический стили, наряду с классицизмом, получили официальный статус в истории России. Некоторые исторические стили нашли своё отражение также и в остальных областях искусства и ремёсел в России, в частности, скульптуре, живописи, графике, мебели, золочении, керамике.

## Египтизирующий стиль
Египтизирующий стиль появился в России в период петровского барокко. Старейший сохранившийся пример — фонтан Пирамида в Петергофе (1721—1724), замысел которого возник у Петра I. Затем сооружены ряд объектов в Санкт-Петербурге, Царском Селе, Павловске и Гатчине: надгробия, обелиски, ворота и памятники в форме пирамиды, мосты, скульптуры сфинксов, фараонов и т. д. В 1785 году Николай Львов построил колокольню церкви Святой Троицы в Санкт-Петербурге, которая по данным различных источников, результатом вдохновения пирамида Цестия в Риме или формой пасхи. Подобными объектами являются церковь святителя Николая в Севастополе (1857—1870) и часовня Александра Невского в Москве (1891). Расцвет египтизирующего стиля наступил в период империи. В частности построены египетский павильон на улице Голицыных в Кузьминках (1813), эллинизированный пирамидальных храм в память о солдатах, погибших при взятии Казани в 1552 году, расположенный на острове с собственным причалом (1813—1823), Египетские ворота Царского Села (1829), Египетский мост (1825—1826) и Пристань со Сфинксами (1833—1834) в Санкт-Петербурге. В 1913—1914 годы Леонид Чернышёв построил здание Краеведческого Музея в Красноярске, представляющий собой наиболее сложный пример египтизирующего стиля в России.
Дальнейшее развитие египтизирующего стиля произошло в советский период с 1920-х годов до 1950 годов. Образцами данной архитектуры являются Мавзолей Ленина, «египетские» станции метро в Москве и главный вход в здание МИД в Москве.

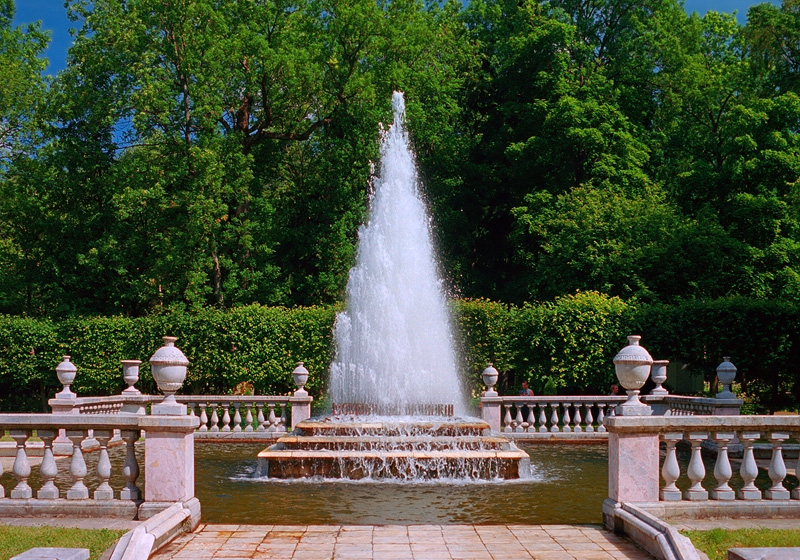
Фонтан Пирамида в Петергофе
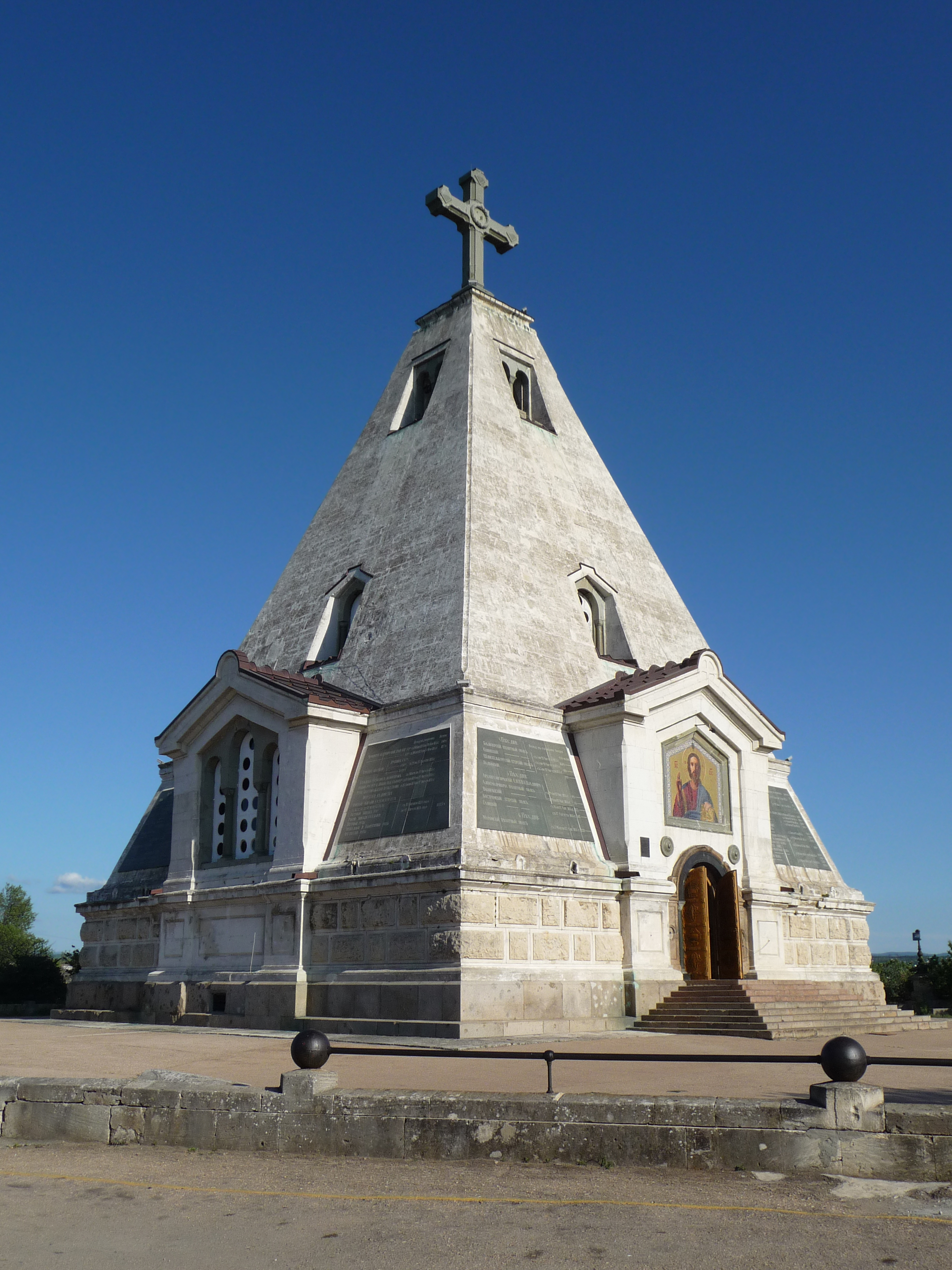
Свято-Никольский храм (Севастополь)
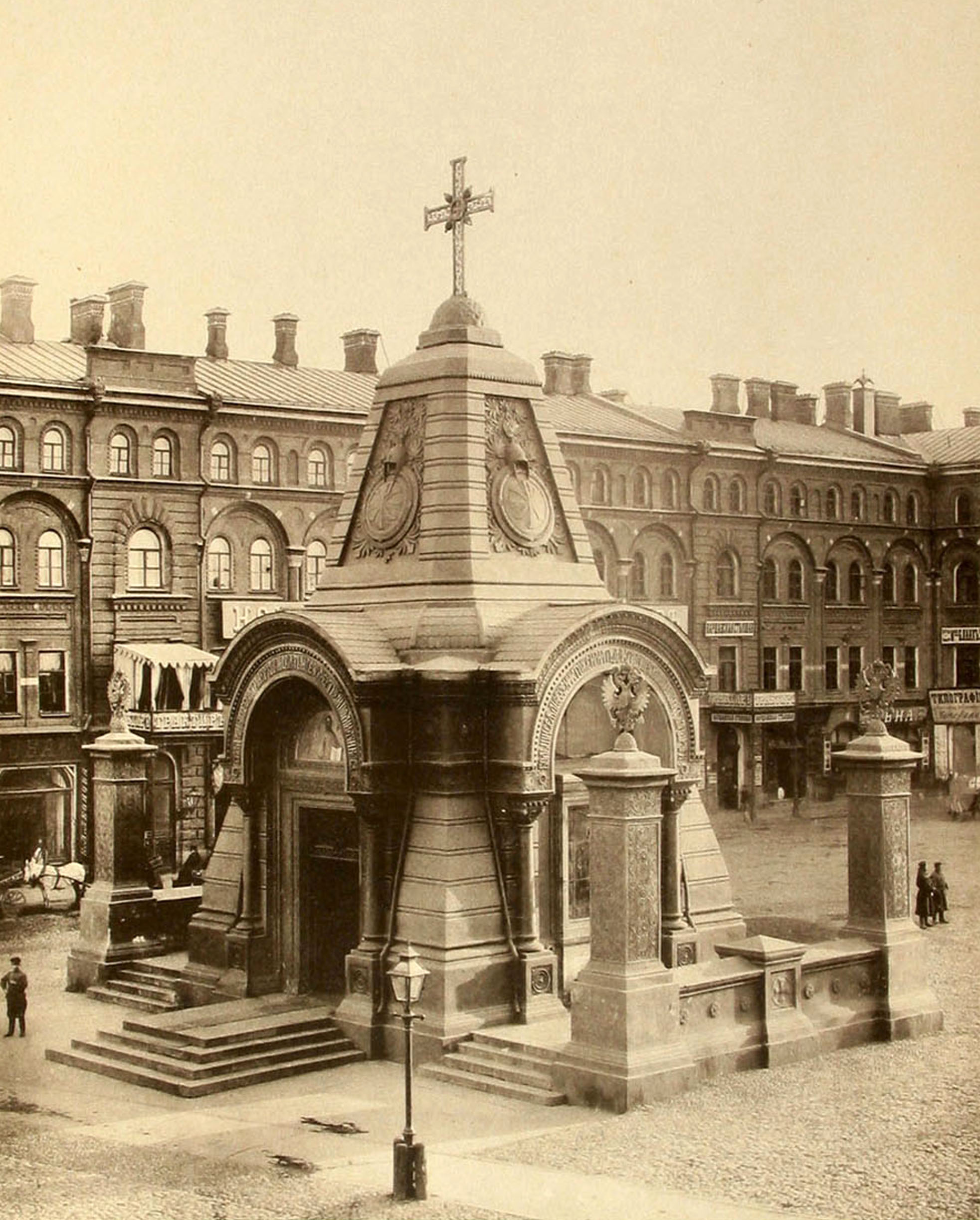
Часовня Александра Невского в Москве. Снесена в 1922 году
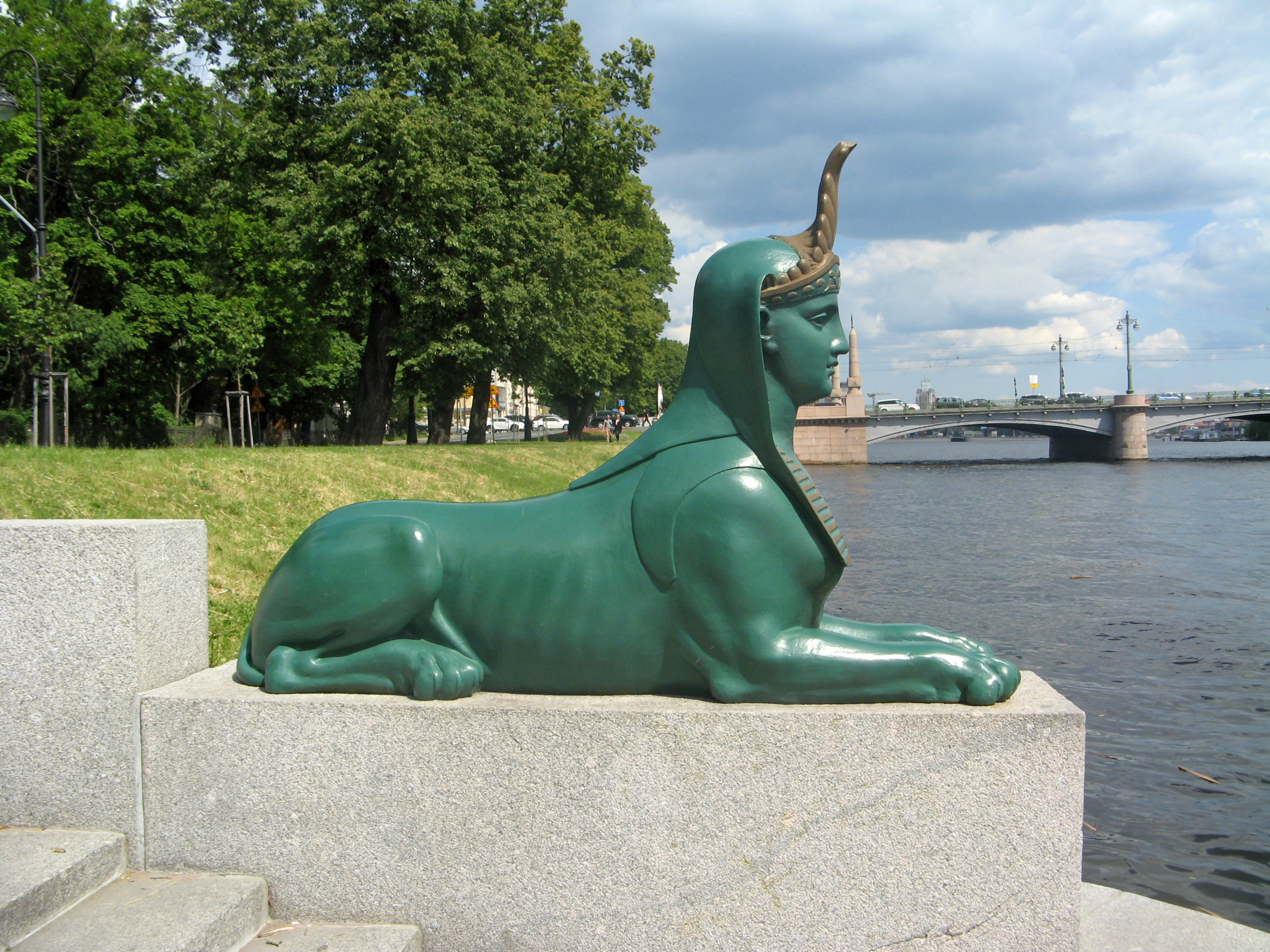
Пристань со сфинксами возле Египетского моста
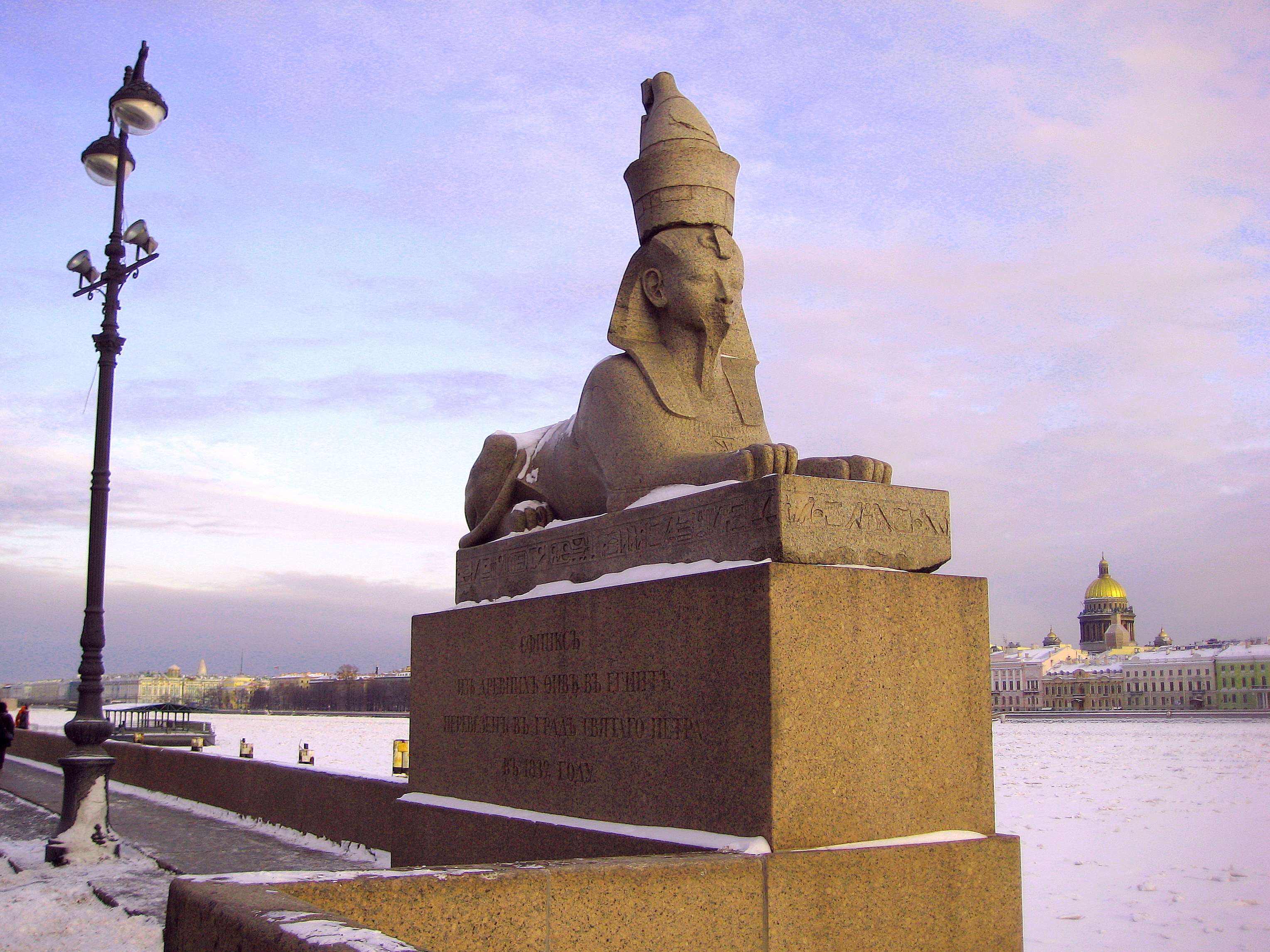
Сфинкс на Университетской набережной в Санкт-Петербурге
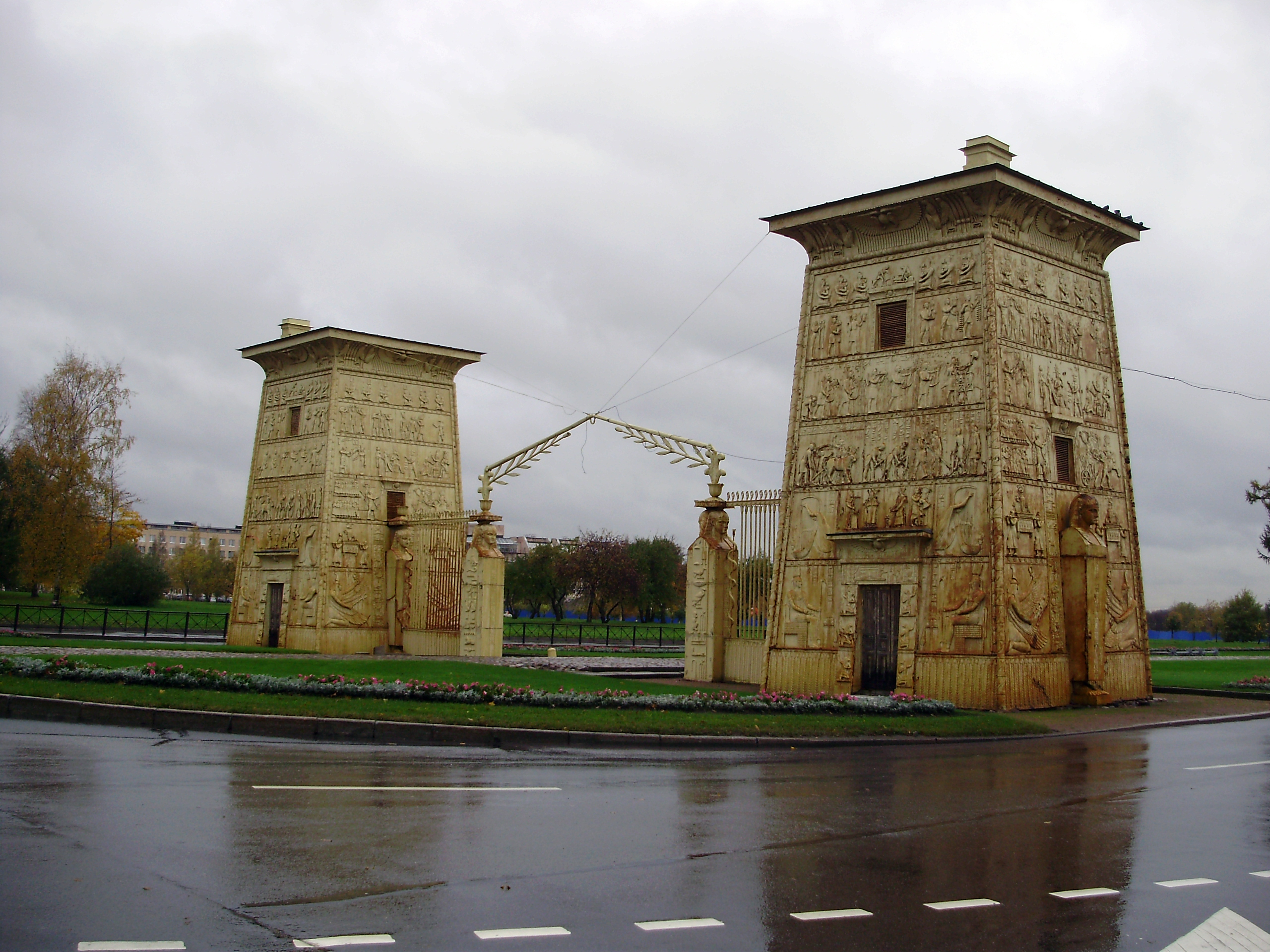
Египетские ворота Царского Села (1829)
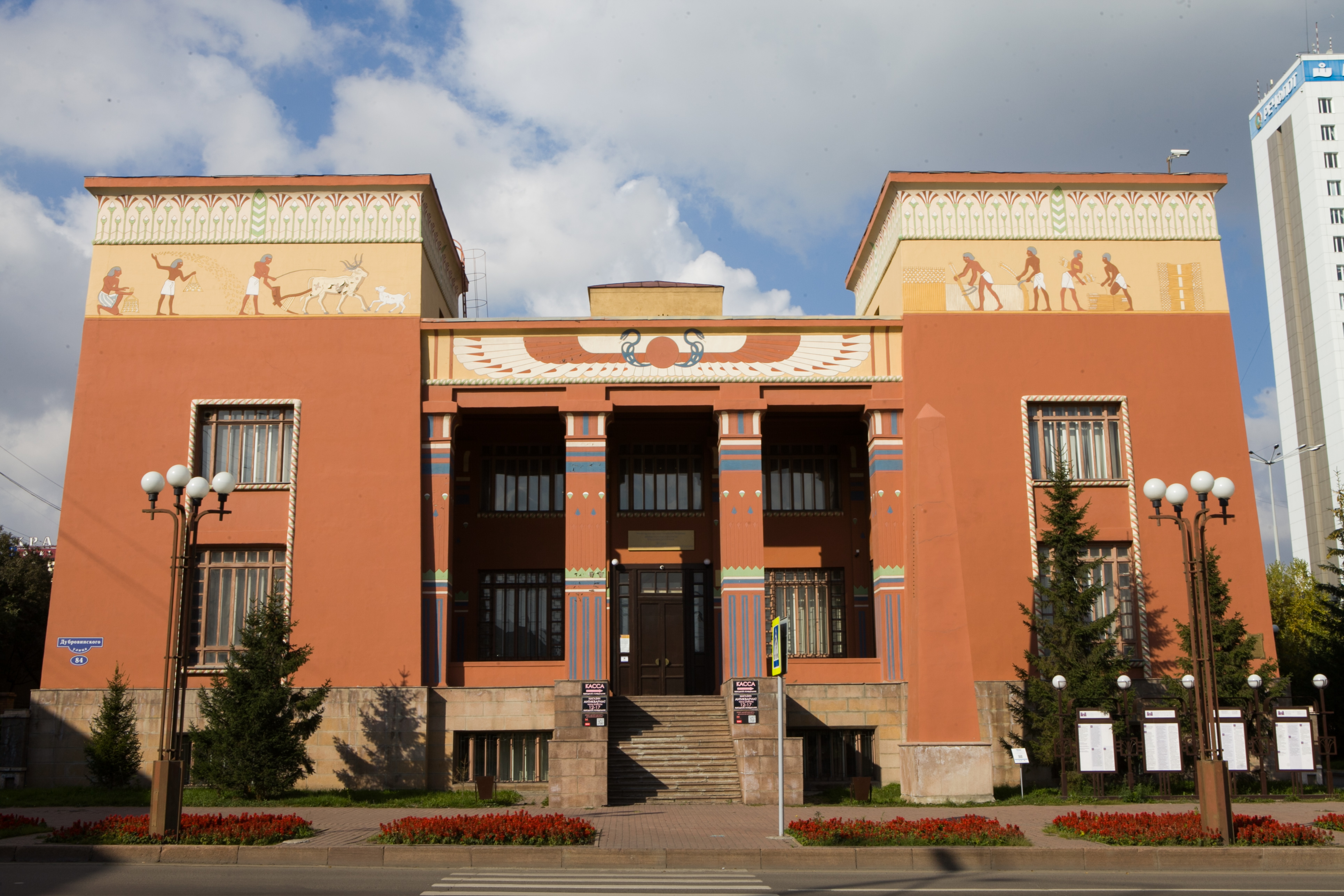
Красноярский краеведческий музей

## Шинуазри и другие азиатские стили
Во второй половине XVIII века появился стиль шинуазри (китайщина) — эклектичный стиль в искусстве, дизайне и архитектуре, — стилизация китайской культуры. Ярким примером шинуазри в России и Европе выступает Китайская деревня с Китайским театром и другими объектами в Царском Селе, построенные по заказу Екатерины II. Другой пример — Китайский Дворец в Ораниенбауме в стиле рококо (1762—1768). Особенностью этого течения были так называемые китайские покои в стиле барокко и усадьбы русской аристократии в стиле рококо, например, Китайский зал, Синяя комната и комната Александра I в Большом Екатерининском дворце в Царском Селе. Другие постройки в стиле шинуазри появились вместе с ростом российско-китайской торговли в XIX веке (например, китайский квартал на ярмарке в Нижнем Новгороде, где продавались преимущественно китайские товары).

Примеры зданий в стиле шинуазри
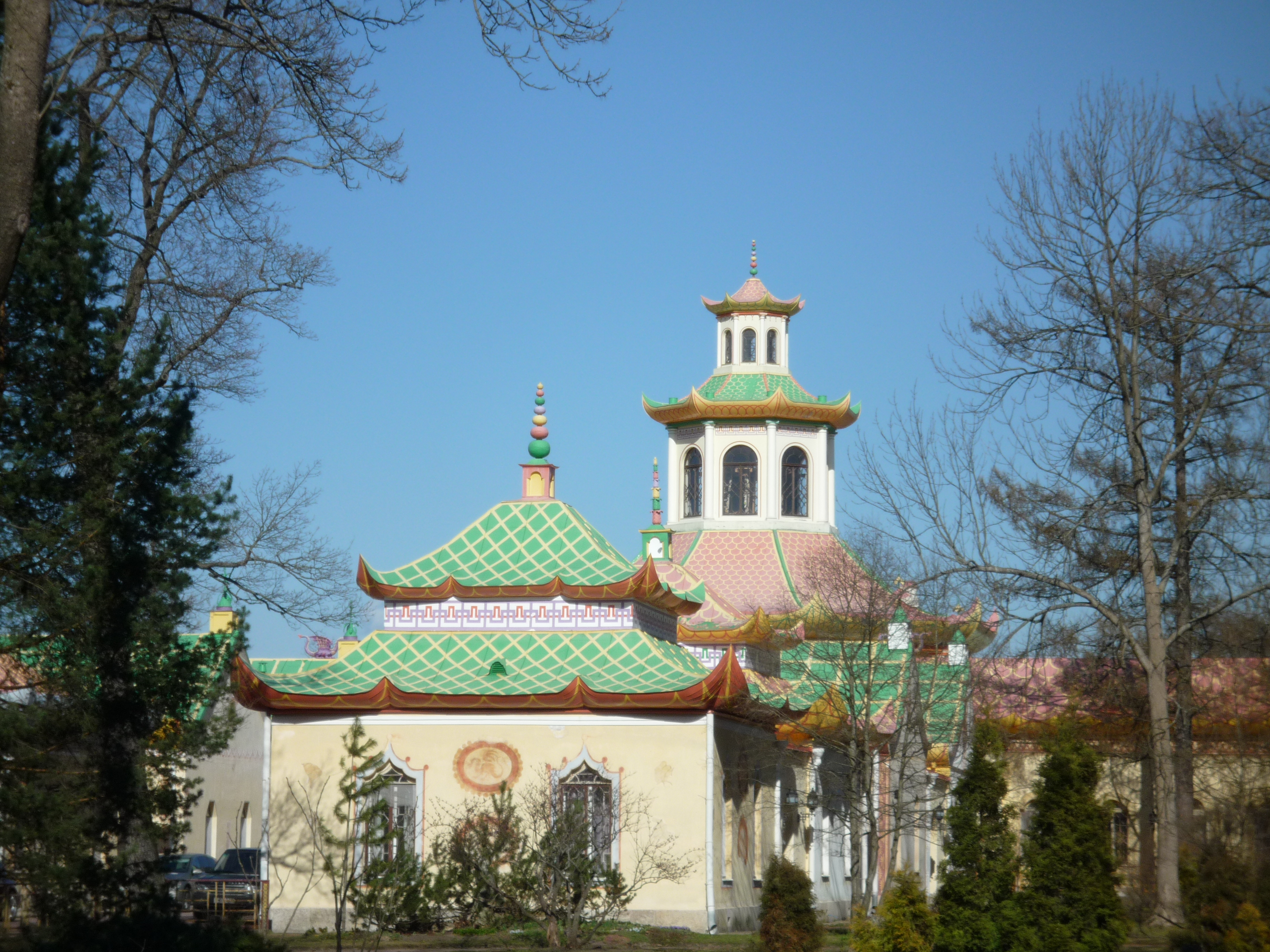
Китайская деревня в Александровском парке Царского Села
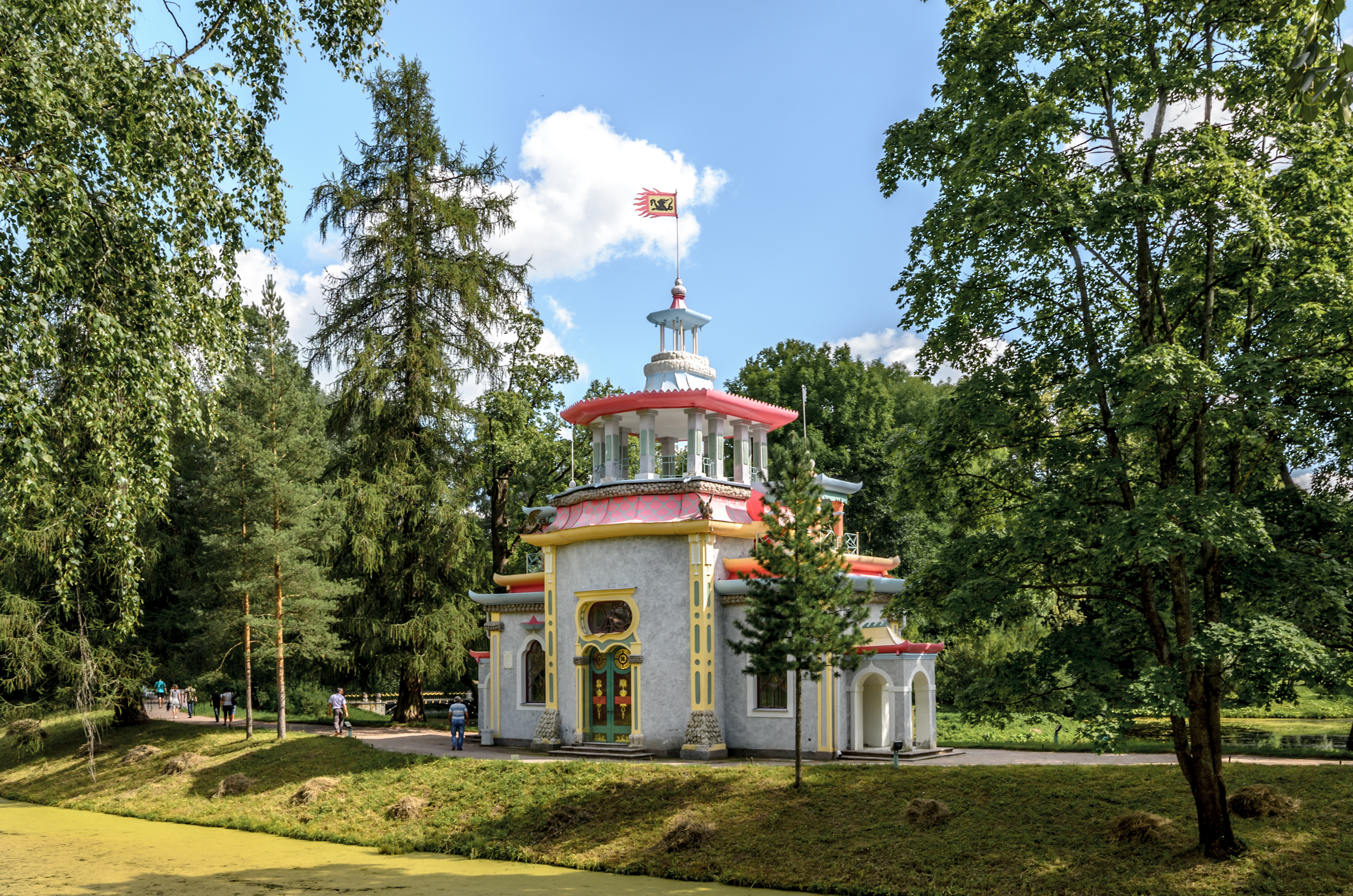
Скрипучая беседка в Царском Селе
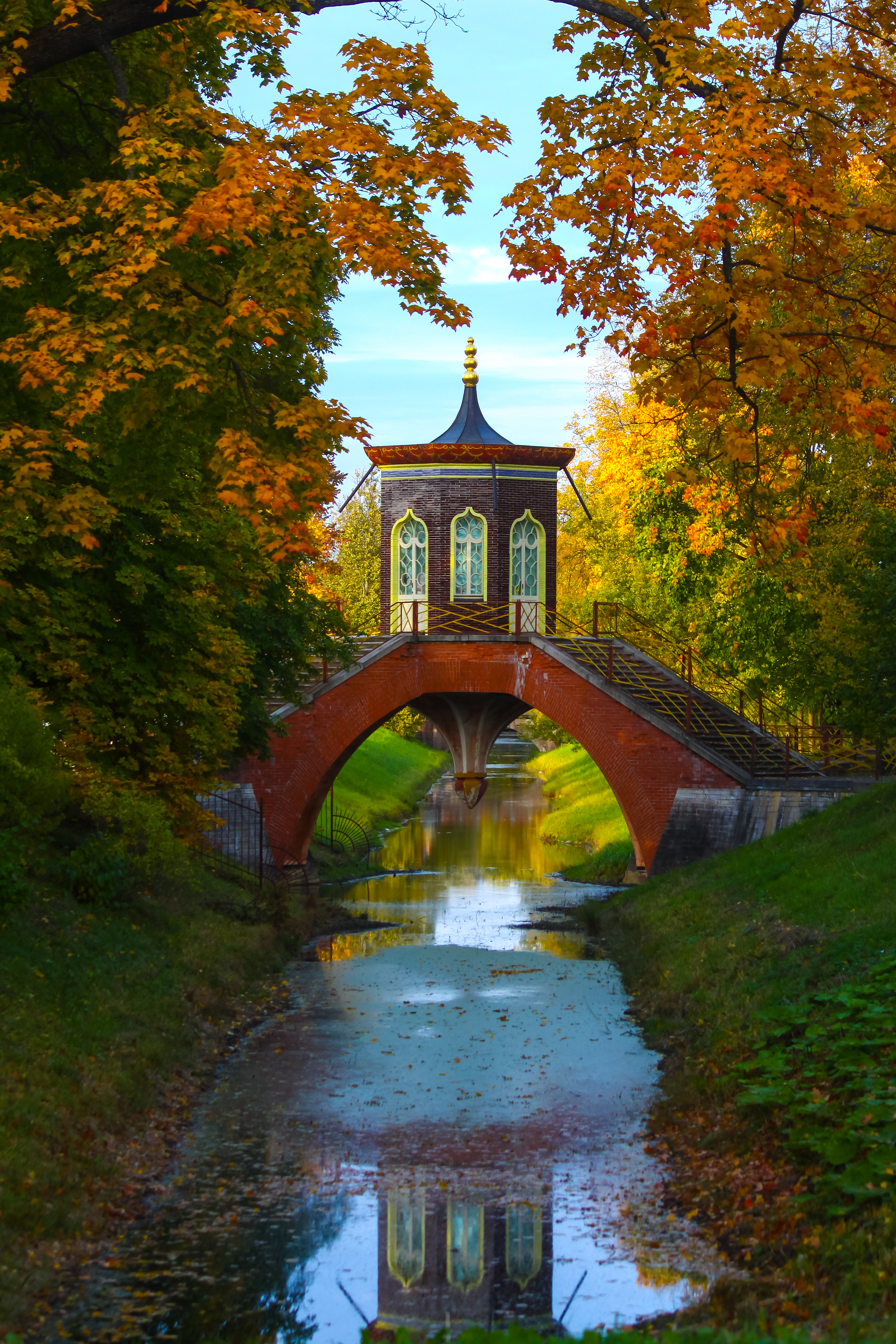
Мост Крестовый с беседкой в Царском селе
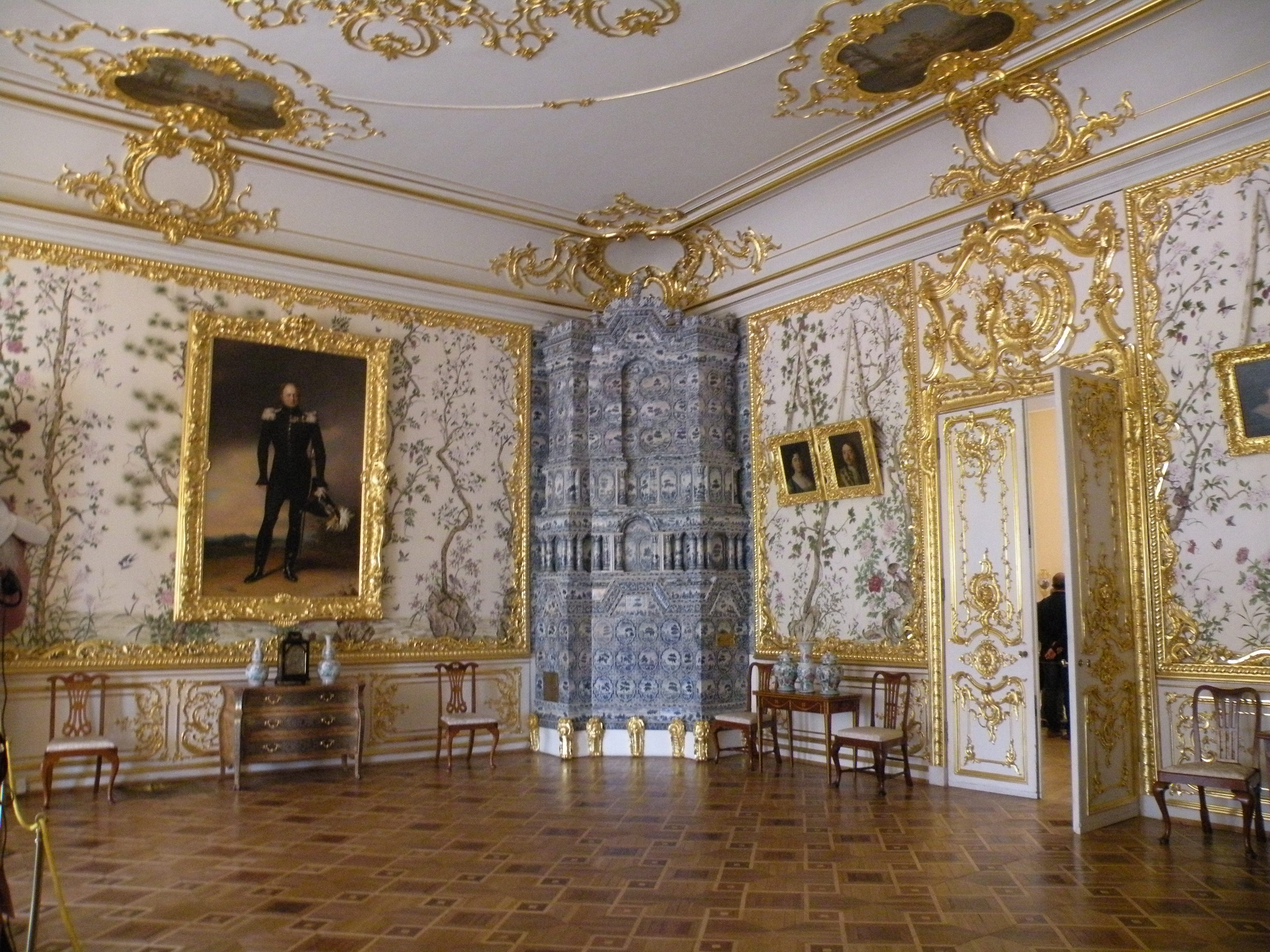
Китайский зал в Большом Екатерининском дворце в Царском Селе
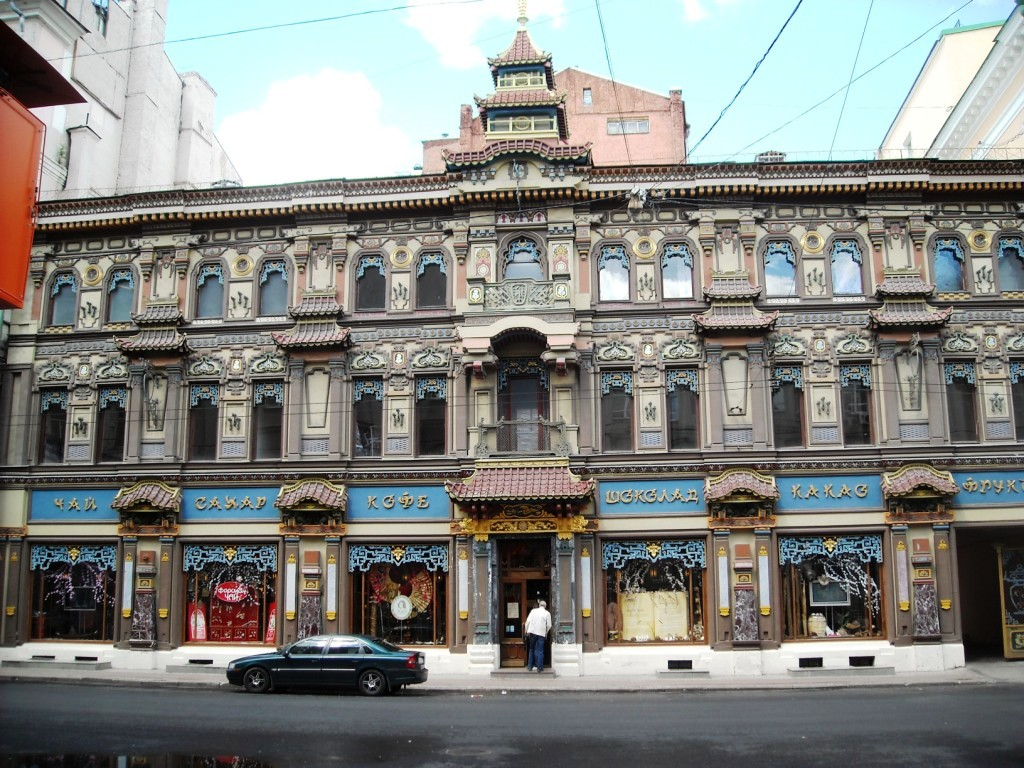
Дом Перлова, Мясницкая 19, Москва

Наряду с шинуазри развивалось и подлинно буддийское искусство. В 1909—1915 годы построен буддийский храм в Санкт-Петербурге. В работу над проектом были вовлечены превосходные тогдашние российские ориенталисты и архитекторы. Редким примером индо-сарацинского стиля является индуистский храм в Лахте в Санкт-Петербурге.

## Неомавританский стиль
Неомавританский стиль появился в эпоху романтизма 1820—1850 годов, и с 1880-х годов до 1917 года развивался под влиянием неоромантизма. К основным примерам относятся, в частности, Дворец Воронцова в Алупке (1828—1855), Дворец Дюльбер в Кореизе (XIX век, Николай Краснов), Турецкая баня в Царском Селе (1852) и Филармония в Одессе (1894—1898), которая архитектурной формой напоминает Дворец дожей в Венеции. Он часто соединяется с другими стилями, в рамках эклектизма: неоромантизомом, неовизантийским стилем (например, Императорский театр в Тбилиси 1896 года, Тифлисский железнодорожный вокзал в Баку 1878—1884 годов, в стиле поздней мануэлинской готики (например, Особняк Арсения Морозова в Москве 1895—1899 годов) и исламской архитектурой.

### Неомавританские синагоги
Во второй половине XIX века и в начале XX века неомавританский стиль стал стилем синагог царской России. В этом стиле были построены: синагога в Таганроге (1859—1876), Солдатская синагога в Ростове-на-Дону (1872), Большая хоральная синагога в Санкт-Петербурге (1893), Томская хоральная синагога (1902), Самарская хоральная синагога (1903—1908), несохранившаяся Смоленская хоральная синагога, Челябинская синагога (1903—1905), Минская хоральная синагога (1906), Галицкая синагога в Киеве (1909). В этом стиле была возведена также Харьковская хоральная синагога (1913), являвшаяся крупнейшей синагогой Российской Империи и второй по величине синагогой в плане объёма в Европе после Большой синагоги в Будапеште.

### Неомавританские мечети
Характерные для исламского искусства в России народные и российские элементы, а также эклектические (например, Мечеть Мухтарова во Владикавказе 1908 года, казанские мечети Азимовская, Бурнаевская и Султановская второй половины XIX века) и модернистские тенденции (например, Санкт-Петербургская соборная мечеть 1909—1921 годов, спроектированная Николаем Васильевым) отличают её от арабского или турецкого исламского искусства.

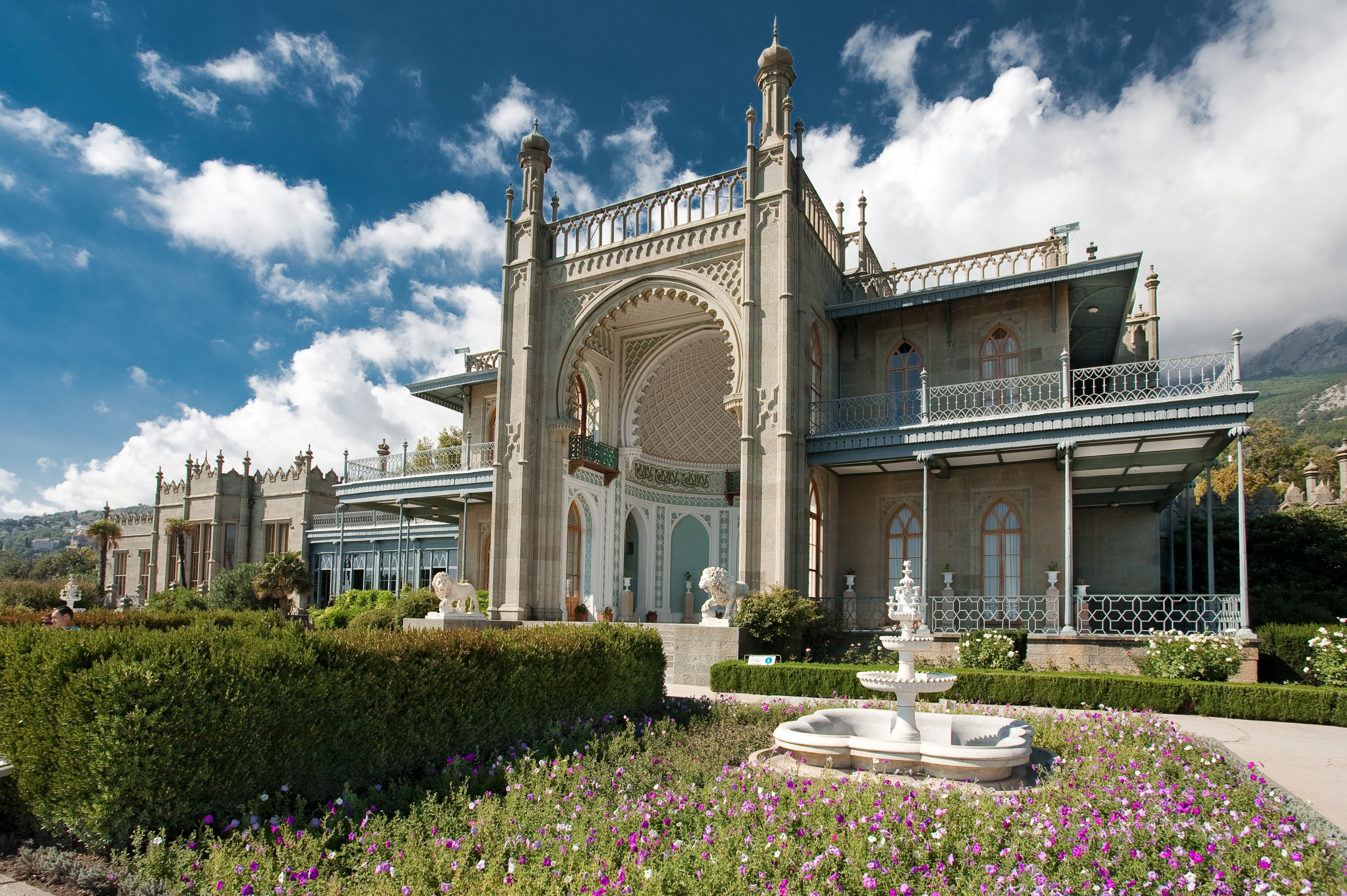
Южный фасад Воронцовского дворца в Алупке
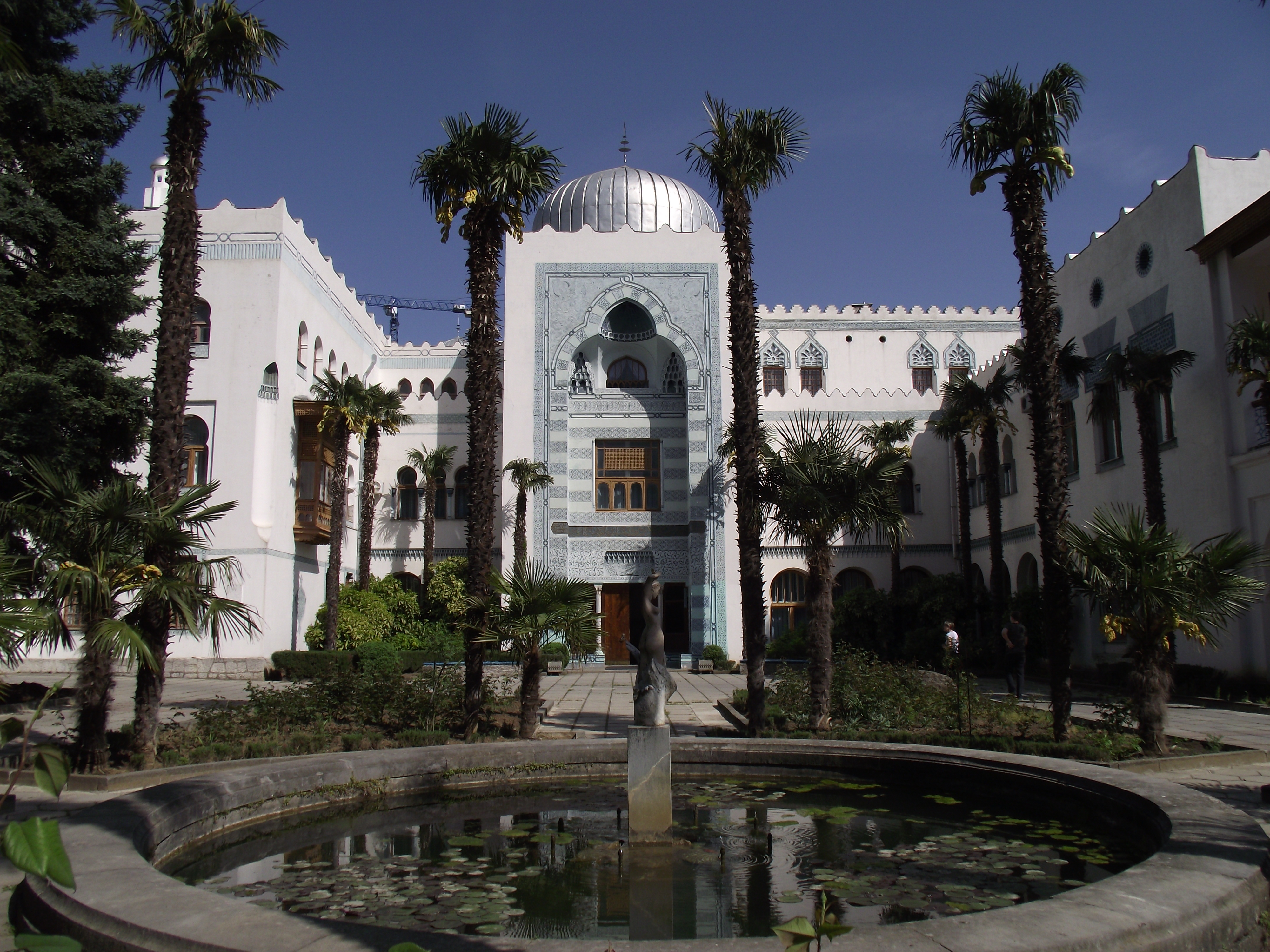
Дюльбер
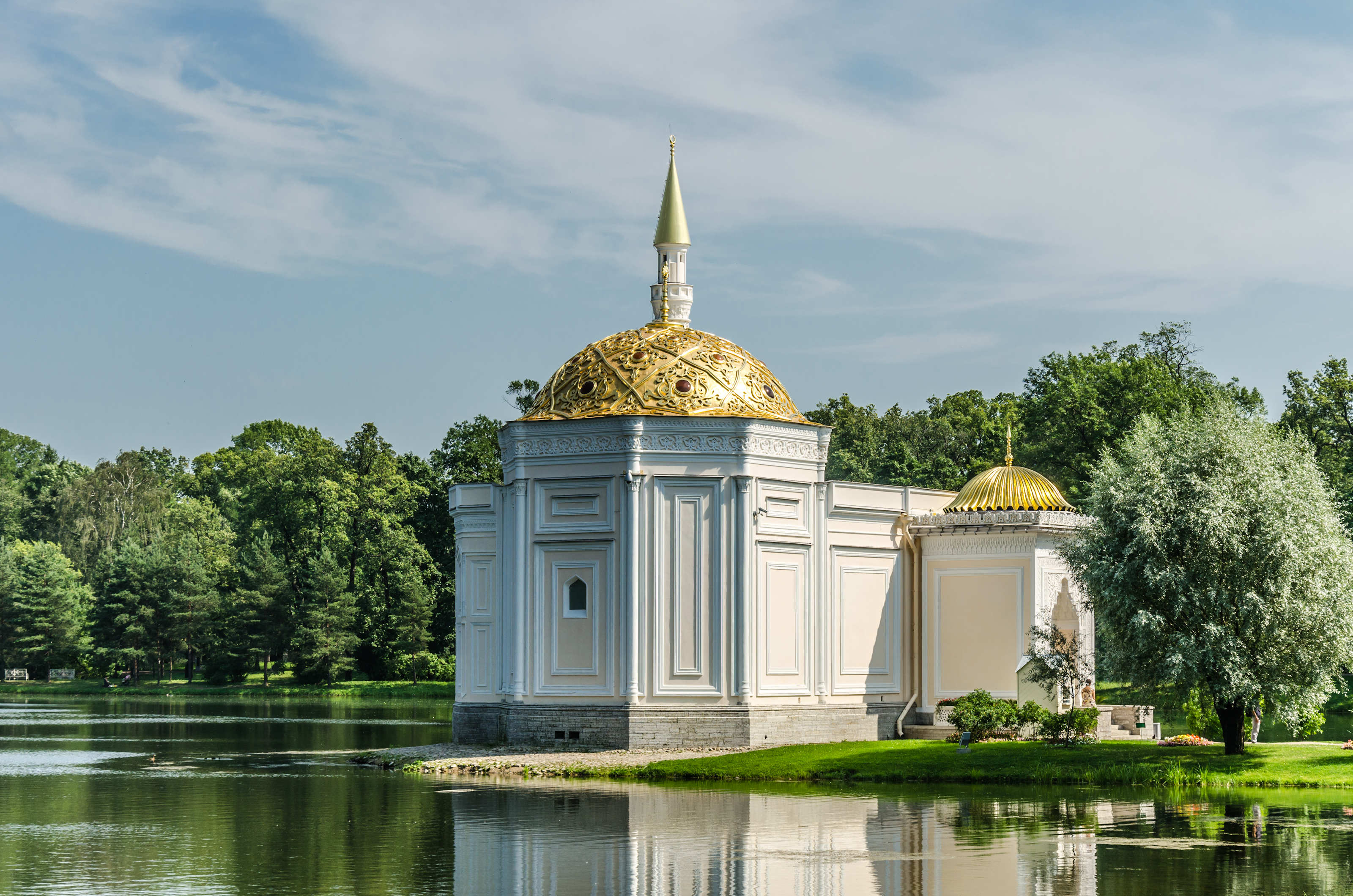
Турецкая баня в Царском селе
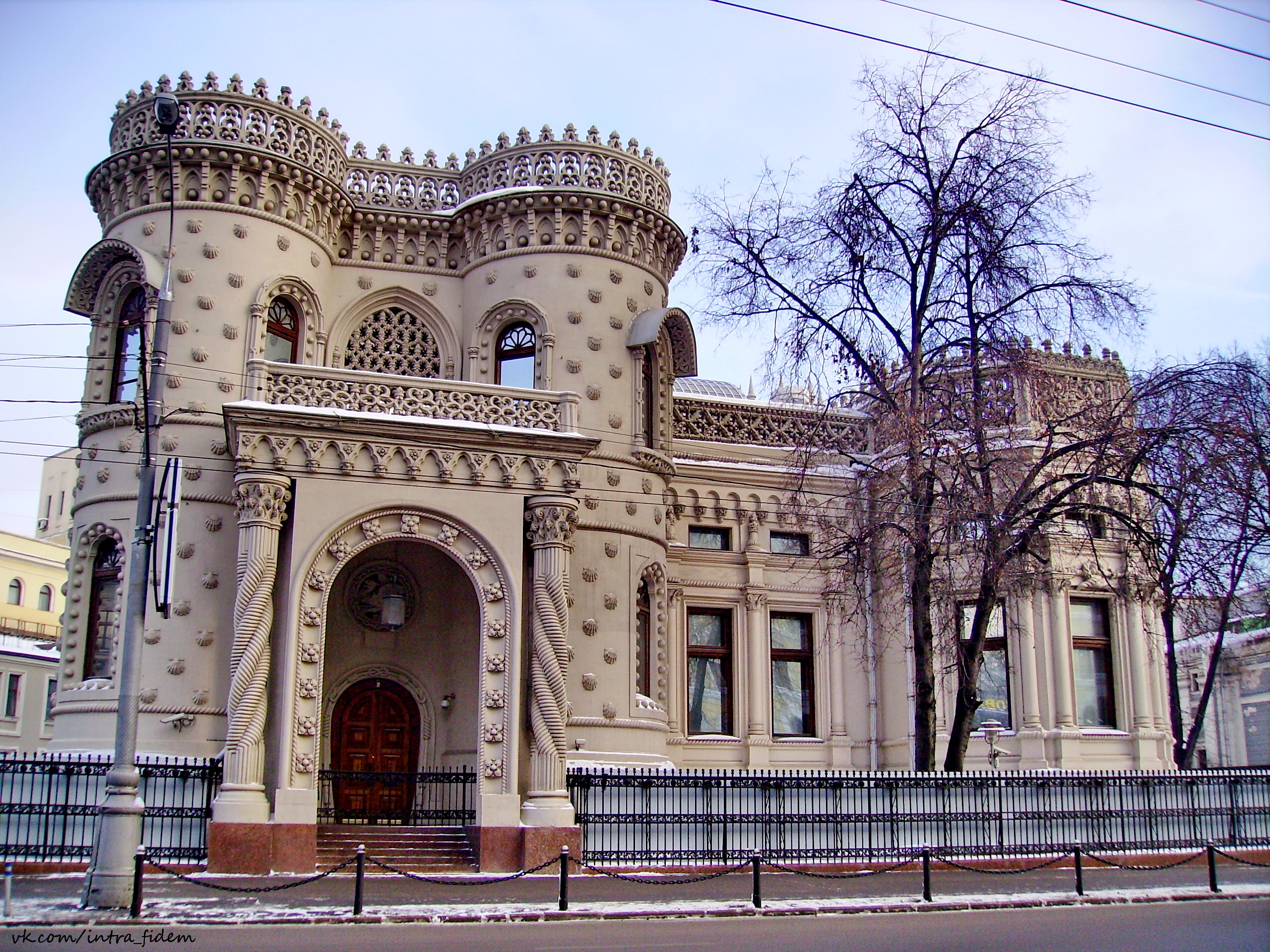
Особняк Арсения Морозова в Москве
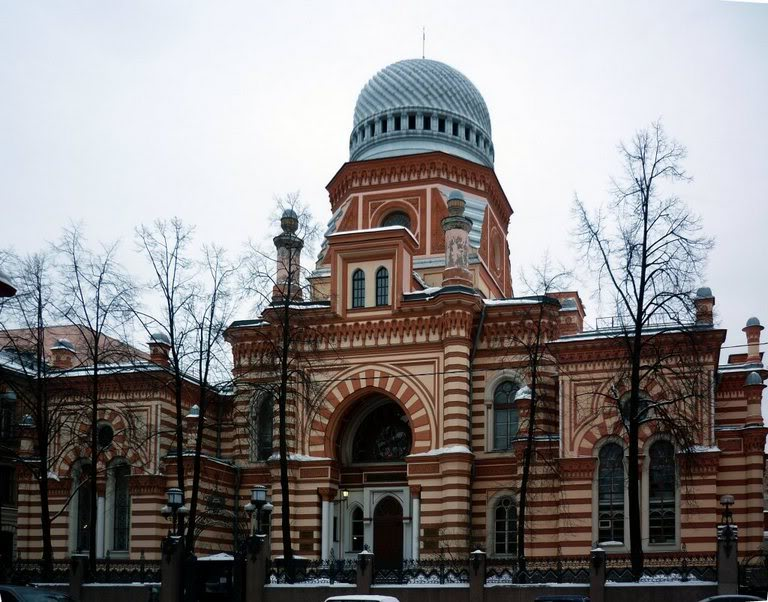
Большая хоральная синагога (Санкт-Петербург)
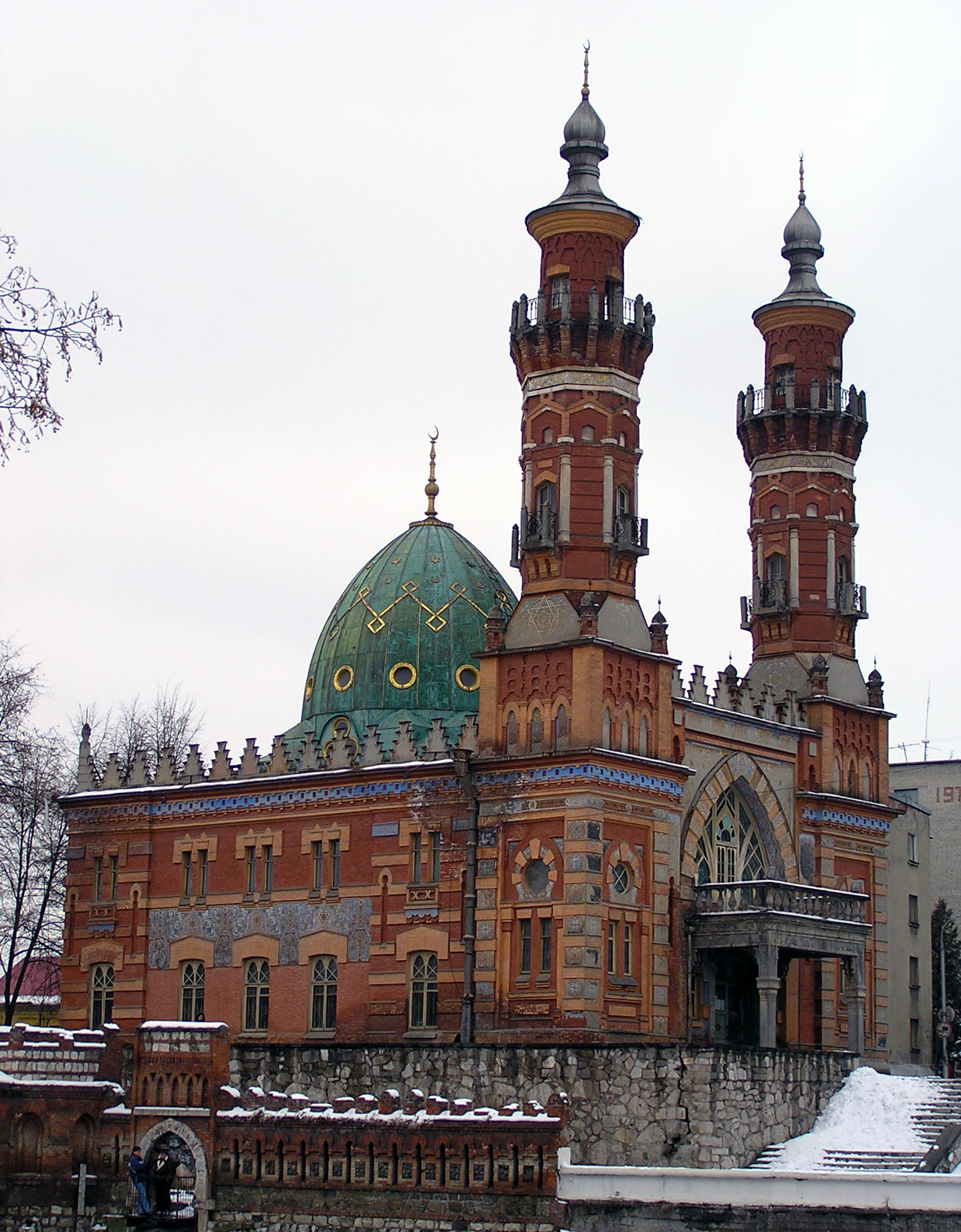
Мечеть Мухтарова (Владикавказ)

## Неороманский стиль

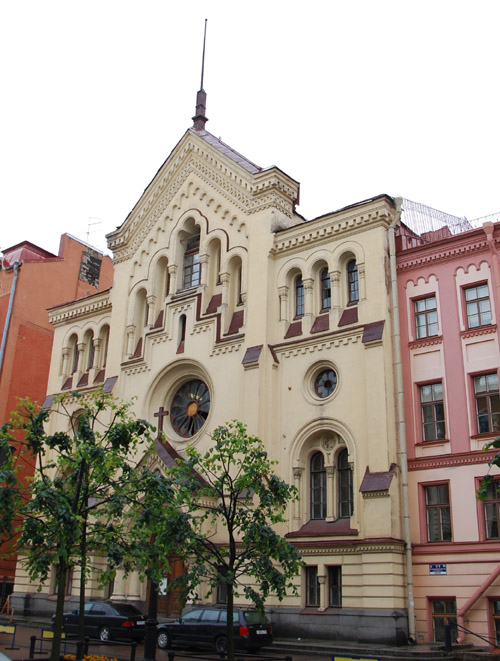
Шведская церковь Святой Екатерины в Санкт-Петербурге

Здания в неороманском стиле строились в России с XIX до начала XX века и относительно редко — в основном для протестантского религиозного меньшинства. К старейшим таким объектам относятся лютеранские церкви в Санкт-Петербурге, например, церковь Христа Спасителя (1845—1849), святого Апостола Иоанна (1859—1860), немецкий кальвинистской кирхи (1862) и церковь святой Екатерины (1863—1865), протестантские храмы в Москве (например, собор святых Петра и Павла, 1903—1905) и некоторых других крупных городах (например, церковь святой Марии в Саратове, 1878). Уникальным проектом является Бродская синагога в Одессе (1840—1863) в флорентийско-романском стиле.
Исключением в рамках сегодняшней России является Калининградская область, с большом количеством сохранившихся неороманских, бывших немецких объектов, таких как Башня Дона (1852—1853), крепость Фридриха II (1843—1890), Кирха памяти королевы Луизы в Калининграде (1899—1901). Немецкий, особенно прусский, неоромантизм проявлялся в XIX веке в некоторых архитектурных проектах, построенных в русском стиле.
К редким примерам Советского неороманизма относится наблюдательная смотровая башня на горе Ахун в Сочи (1935—1936), построенная по проекту С. И. Воробьёва.

## Неоготический стиль

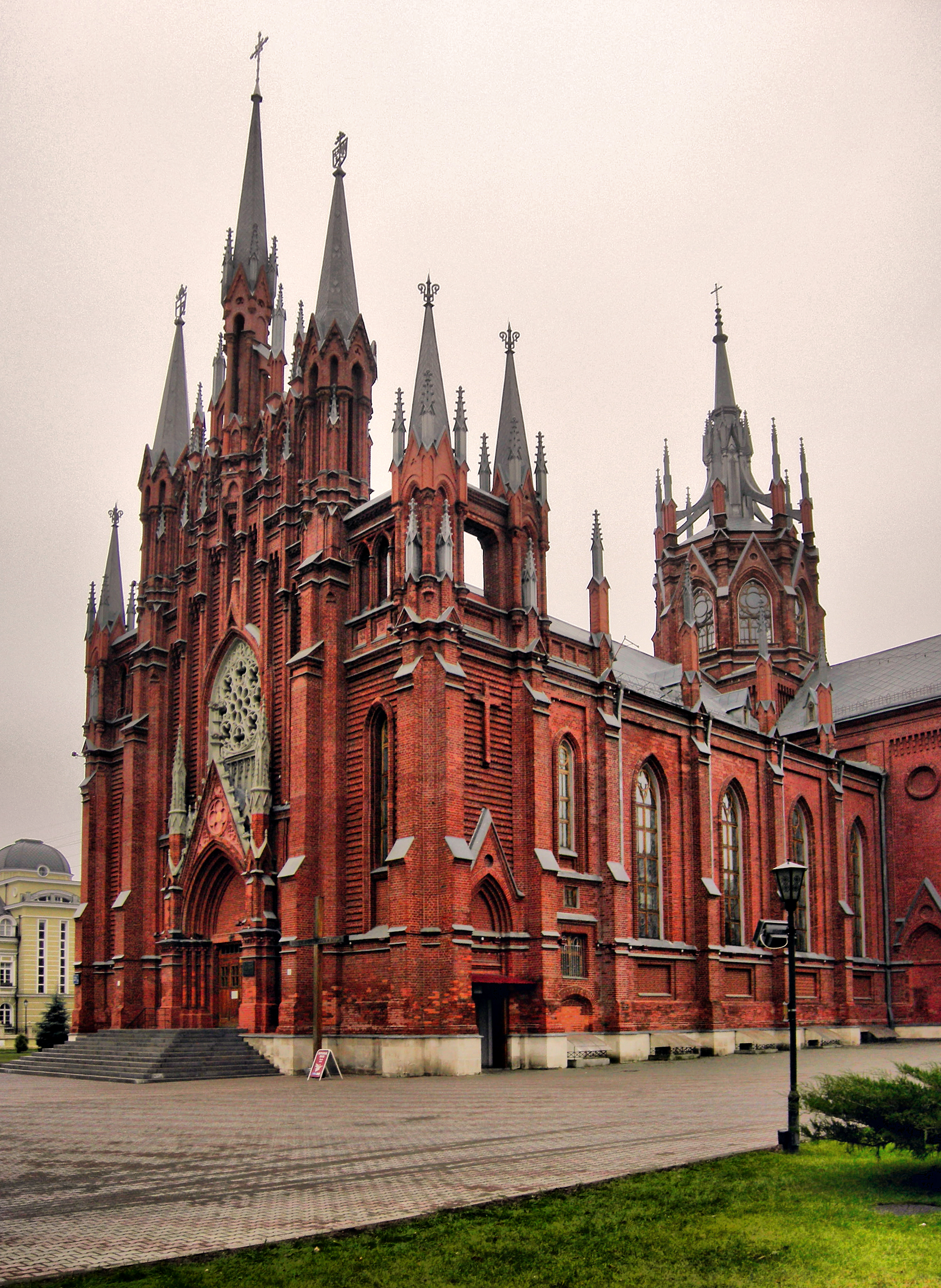
Собор Непорочного Зачатия Пресвятой Девы Марии (Москва)

В отличие от собственно готики, неоготика пришла в Россию в период правления Екатерины II (1762—1796) и изначально совмещалась с элементами барокко, классицизма и гротеска. К ведущим неоготическим архитекторам относились: Юрий Фельтен, Василий Баженов и Матвей Казаков. Одним из первых примеров неоготики в России — Лютеранская кирха святой Екатерины в Архангельске (1768). Неоготический стиль в искусстве России стал активно развиваться с 1770-х годов. К наиболее заметным примерам относятся: Чесменский дворец в Санкт-Петербурге (1774—1777), Петровский путевой дворец в Москве (1776), Большой Царицынский дворец (1776), Чесменская церковь (1777) и Владимирская церковь в Быкове (1789). В течение всего XIX и начале XX века появился целый ряд недавно построенных руин, ворот, небольших замков и дворцов в духе романтизма, например, Ласточкино гнездо в Крыму (1911—1912). В 1820-е — 1830-е годы появились первые здания в стиле английской готики, например, Дворец Коттедж в Петергофе (1826—1829), часовня святого Александра Невского в Петергофе (1833) и железнодорожный вокзал «Новый Петергоф» (1857). Неоготический стиль иногда сочетался с другими стилями, например, необарочным, неомавританским и русско-византийским. Особенности эклектики с доминированием неоготики носят, в частности, Троицкая церковь в Гусе-Железном (1802—1866) и Дом Севастьянова в Екатеринбурге (1863).
Неоготический стиль стал одним из доминирующих в XIX веке в стиле католических костёлов в России. Первым католическим храмом в неоготическом стиле был, предположительно, церковь святого Георгия в Самаре (1854—1863). Наиболее выразительными неоготическими католическими храмами, построенными в европейской части России, были Собор Непорочного Зачатия Пресвятой Девы Марии в Москве (1899—1911) и Николаевский костёл в Киеве (1899—1909), а в части азиатской Католической церкви Пресвятой Богородицы (1909—1921). На рубеже XIX и XX веков многих российских архитекторов, создающих в неоготическом стиле были поляками по национальности, в том числе Фома Богданович-Дворжецкий, Владислав Городецкий, Иосиф Плошко.
Отдельный раздел составляют старые, немецкие готические постройки в Калининградской области: городские ворота (в том числе Фридландские, Бранденбургские, Росгартенские), церкви (например, Церковь Святого Семейства в Калининграде, Капелла Святого Адальберта в Калининграде, Кирха Розенау в Калининграде), госпитали (например, святой Елизаветы и святого Георгия в Калининграде) дом смотрителя мостов в Калининграде и другие.

## Неоренессанс
Неоренессанс в XIX веке, так же, как необарокко, был стилем более или менее сочетавшимся с элементами других стилей в рамках эклектизма. К зданиям с превосходящими неоренессансными характеристиками относятся, в частности: бывшая французская церковь святого Павла в Санкт-Петербурге (1839—1840, архитектор Гаральд Боссе), Московский железнодорожный вокзал в Санкт-Петербурге (1844—1851, архитектор Константин Тон) и Институт растениеводства им. Вавилова в Санкт-Петербурге (1844—1850, архитектор Николай Ефимов) и здание городской думы в Санкт-Петербурге (1847—1852, архитектор Николай Ефимов, позднее перестроен). К первым в целом неоренессансным сооружениям следует отнести Владимирский дворец в Санкт-Петербурге (1867—1872; архитектор Андрея Хуна) и Ливадийский дворец (XIX век; архитектор Николай Краснов).
Во второй половине XIX века в России появляется шатоэск, который опирался на архитектуру ренессансных замков в долины Луары. Примерами такого стиля являются: замок Мейендорф в Подушкине (1874—1875), Массандровский дворец в Крыму (1881—1902), усадьба Храповицкого в Муромцеве (1884—1906).
Примером ретроспективной ренессансной архитектуры начала XX века является дом Тарасова в Москве (1912). Неоренессанс, наряду с неоклассицизмом и другими стилями стал после 1917 года, стал одним из источников вдохновения для архитекторов, работавших в жанре соцреализма.

## Необарокко и неорококо
Необарокко в XIX веке был стилем более или менее сочетавшимся с элементами других стилей в пределах эклектизма. К зданиям с преобладающими необарочными особенностями относятся, среди прочего, дворец Белосельских-Белозерских в Санкт-Петербурге (1846—1848), дворец Алфераки в Таганроге (1848) и дача княгини Зинаиды Юсуповой в Царском Селе (1856). Также появились проекты Ипполита Антоновича Монигетти в стиле, например, интерьер Екатерининского дворца в Царском Селе.
Возвращение в чистые барочные формы произошло с приходом ретроспективизма в 1900—1917 годах. Воскресенская церковь на Смоленском кладбище в Санкт-Петербурге (1901—1903) в стиле нарышкинского барокко, Церкви Пресвятой Богородицы в Плешивце (1902—1907) в стиле казацкого барокко с влиянием модерна и часовни при Сампсониевском соборе в Санкт-Петербурга (1909) в стиле елизаветинского барокко.

## Эклектицизм
Эклектические тенденции существовали в искусстве России всегда, однако только в XIX веке эклектика начала представлять отдельное, сознательное направление в русской архитектуре. Ранняя эклектика в России появилась в 1830—1860-е годы и была представлена изначально в основном светской архитектурой, но затем распространилась и на церковное искусство. К наиболее известным эклектичными зданиями относятся: дворец Белосельских-Белозерских в Санкт-Петербурге с явным доминирование стиля необарокко (1846—1848), католическая церковь святых Петра и Павла в Москве (1839—1845) и храм Христа Спасителя в Москве (1839—1880) в русско-византийском стиле.
Ведущими представителями раннего эклектизма были: Андрей Иванович Штакеншнейдер, Михаил Доримедонтович Быковский и Константин Андреевич Тон, который создал эклектичный русско-византийский стиль, сочетавший в себе элементы в основном средневековой русской архитектуры и классицизма. Большинство российских необарочных или неоренессансных сооружений носят черты других стилей, однако они изначально использовались в отдельных проектах, не создавая новых форм. Зрелая эклектика в России приходится на 1870—1890-е годы. Ведущими представителями этого течения являются Александр Степанович Каминский, Роман Иванович Клейн, Альфред Александрович Парланд, Александр Никанорович Померанцев и Дмитрий Николаевич Чичагов. Этот стиль характеризуется обилием декора, подчёркивая представительные формы. Архитектурные приёмы, используемые это этого каждый в своём историческом стиле, начали сочетаться вместе, создавая новые архитектурные формы, в основном на фасадах зданий. Также появились более оригинальные проекты, например, Верхние торговые ряды (1890—1893), являющиеся переплетением русского стиля, неоренессанса и структурной инженерии Владимира Григорьевича Шухова. Примером церковной эклектики является колокольня при церкви Премудрости Божией в Средних Садовниках в Москве (1890). Эклектизм появился в России также в архитектуре интерьера, мебели и других художественных ремёсел, черпая в конце XIX века многочисленные узоры из модернизма и в то же время воздействуя на него.

## Русский стиль
Начало поисков нового русского национального стиля восходит к периоду романтизма. В 1824 году выпущен первый в истории России альбом с 31 официально утверждёнными проектами сакральной[уточнить] архитектуры в духе классицизма. В начале 1826 года в ответ на многочисленные пожелания «снизу» Синод обратился к императору Николаю I с просьбой дополнить собрание образцовых проектов 1824 года несколькими новыми, составленными «по примеру древних православных церквей». Самыми старыми примерами поисков нового стиля являются русская колония Александровка в Потсдаме (1826—1827), церковь святого Александра Невского в Потсдаме (1826—1829) и несохранившаяся третья десятинная церковь в Киеве (1828—1842), спроектированная Василием Стасовым и носящая черты, как древней русской архитектуры, так и немецкого неоклассицизма.

### Церковное строительство

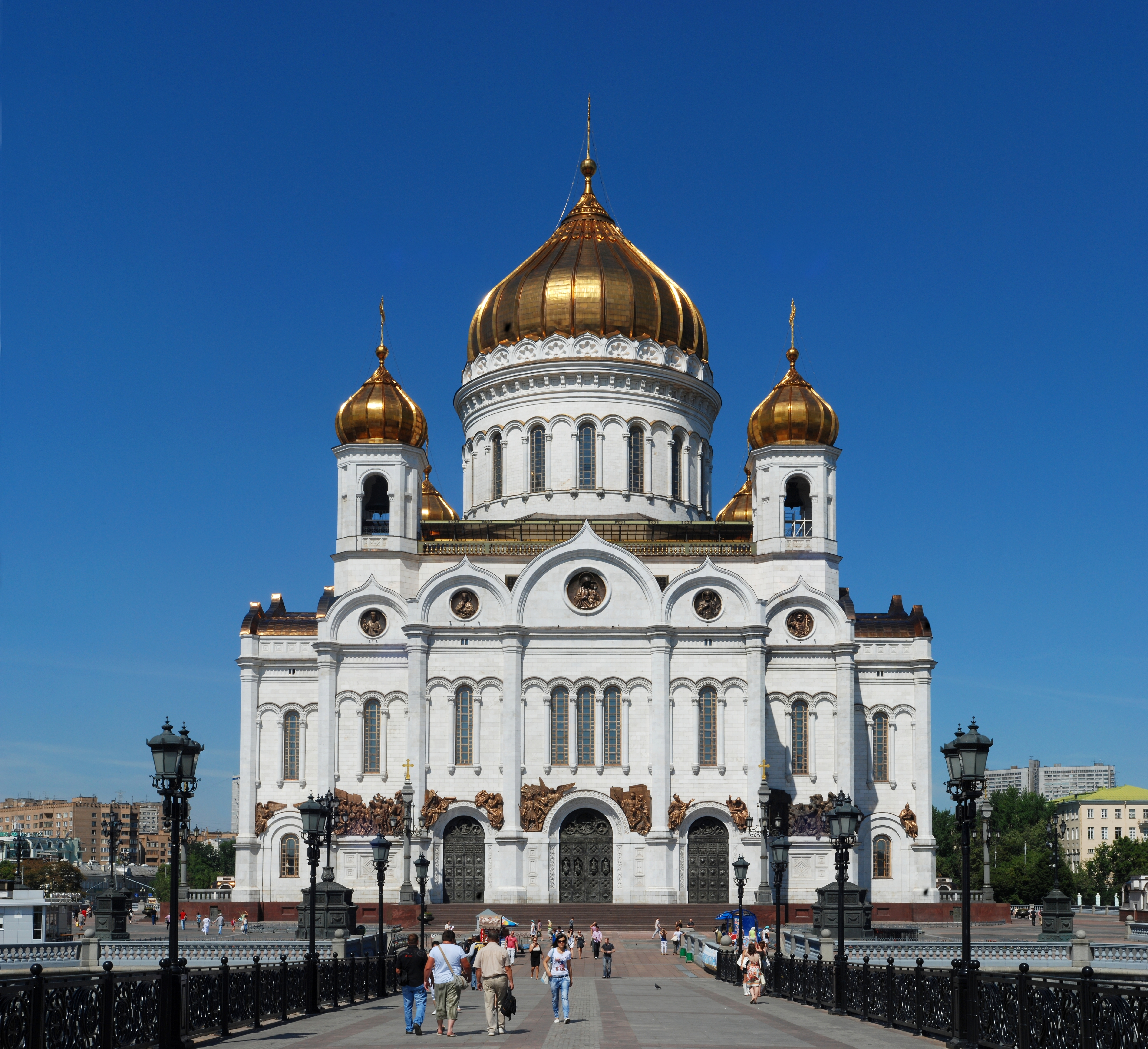
Храм Христа Спасителя в Москве — пример русско-византийского стиля

Константин Андреевич Тон стал создателем и первым теоретиком русско-византийского стиля. Этот стиль разработан по просьбе Николая I и является отсылкой к образцам древнерусского зодчества с соблюдением современных элементов, в основном, в стиле классицизма. Инициированный Тоном монументальный и эклектичный стиль вписался в поиски русского национального стиля и пользовался популярностью до 1870 годов.
К важнейшим церковным постройкам этого периода относятся: церковь святой Екатерины в Елизаветгофе (1830—1837), Введенский собор лейб-гвардии Семёновского полка в Санкт-Петербурге (1834—1842) и храм Христа Спасителя в Москве (1839—1880). Проекты Тона признаны указом 1841 года как «рекомендуемые» при строительстве православных церквей. С 1840-х годов усиливалась критика строгого и холодного стиля Константина Тона с большими или меньшими отклонениями от его проектов. К ранним примерам модификации проекта Тона относится Вознесенский собор в Ельце (1845—1889). Несмотря на критику архитектурного стиля Тона, он стал важным импульсом в развитии русского искусства, который обратил внимание строителей на традиционную православную архитектуру и повлиял на формирование «чистого» русского стиля в конце 1860-х годов. Многочисленные отсылки к этому стилю появились снова в 1898—1917 годы и после 1990 года.
Несмотря на интерес к византийскому искусству, которое поддержал Николай I в 1826 году, и указа 1841 года, в котором был сделан акцент на применении «по мере возможности» древних образцов византийских, стиль Тона 1830—1840 годов не проявлял никаких признаков византийских храмов. Неовизантийский стиль создан в России только в 1850-е годы. С тех пор он иногда сочетался с русским стилем, например, в соборе Святой равной апостолам Марии Магдалены в Варшаве (1867—1869, архитектор Николай Сычёв) и соборе Александра Невского в Нижнем Новгороде (1868—1881). В 1840-е годы Тон начал проектирование новых шатровых храмов, включая Благовещенскую церковь Конногвардейского полка в Санкт-Петербурге (1844—1849) и Богородице-Рождественский собор в Красноярске (1845—1861).
Алексей Максимович Горностаев, вдохновлённый древней архитектурой Русского Севера, обогатил русский стиль последующими традиционными элементами, отвергая большинство классицизирующих моделей Тона. Он спроектировал скит Святого Николая Валаамского монастыря (1851), Успенский собор Святогорской лавры (1859—1868) и Успенский собор в Хельсинки (1862—1868).

Спас на Крови в Санкт-Петербурге в русском стиле

С конца 1860-х годов с общей тенденцией к отторжению элементов западного искусства русский стиль формируется с опорой на народную архитектуру, русскую архитектуру XVII века, а также в некоторых случаях, на древнерусскую архитектуру с некоторым влияниям византийской архитектуры, ренессанса, барокко, классицизма или модерна. К известным образцам такого стиля относятся: Александро-Невский Новоярмарочный собор в Нижнем Новгороде (1867—1880), Спас на Крови в Санкт-Петербурге (1883—1907), Собор Петра и Павла в Петергофе (1895—1905).
В 1898 году в архитектуре церквей произошёл очередной поворот к русско-византийской архитектуре и модифицированному стилю Тона. Возводятся, в частности Богоявленский собор в Дорогомилове (1898—1910), собор Иверской иконы Божией Матери Перервинского монастыря (1904—1908), Храм-колокольня во имя Воскресения Христова на Рогожском кладбище (1907—1913), Храм святителя Николы Мирликийского на Рогожском кладбище в Москве (1914—1921).

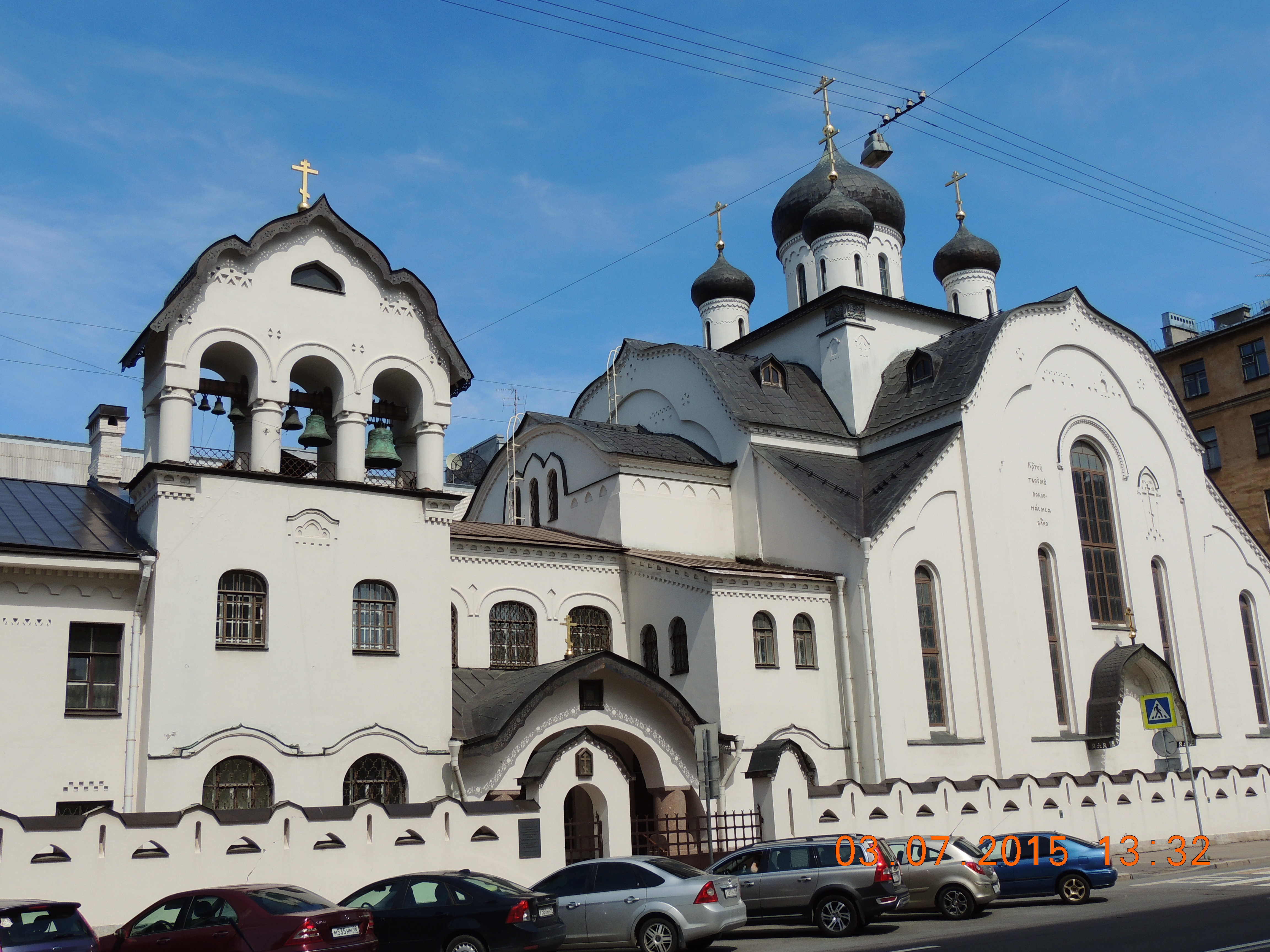
Церковь Знамения Пресвятой Богородицы (1906—1907) в Санкт-Петербурге

С 1880-х годов до революции 1917 года в церковной архитектуре стали проявляться черты модерна, в основном в небольших проектах. Модерн не отрицал и не нарушал русскую православную архитектурную традицию, а служил её развитию с использованием современных технических и художественных решений в рамках традиционных форм. Примерами такого типа сооружений являются Церковь Спаса Нерукотворного в Абрамцеве (1881—1882) по проекту Виктора Васнецова, несохранившаяся деревянная Церковь всех святых в Надеждинске (1896—1898), церковь святого Духа в Талашкине (1902—1905), Храм Воскресения Христова в Сокольниках (1903—1912), храм Святой Троицы в Балакове (1908—1909), Марфо-Мариинская обитель в Москве (1908—1911), Церковь Покрова Пресвятой Богородицы при Политехническом институте (1912—1913), деревянная церковь Казанской иконы Божией Матери в Вырице (1912—1914), Храм Сергия Радонежского на Куликовом поле (1913) и церковь Спаса Нерукотворного Образа в Клязьме (1913), который также является самым старым железобетонным храмом в России.
В начале XX века некоторые старообрядческие церкви начали строить в стиле модерна, к примеру, церковь Иконы Божией Матери «Знамение» в Санкт-Петербурге (1906—1907), построенный по проекту Дмитрия Крыжановского с собственной котельной, паровой системой обогрева стен и вентиляцией. К последующим принадлежали проекты Ильи Бондаренко, например, Покрово-Успенская церковь в Малом Гавриковом переулке в Москве (1911).
После падения коммунизма в 1991 году произошло возрождение русского стиля. Было восстановлено много разрушенных объектов, в том числе храм Христа Спасителя в Москве (1990—2000) и Большой Златоуст в Екатеринбурге (2006—2013), построен новый Благовещенский собор в Воронеже (1998—2009), Собор Святой Троицы в Магадане (2001—2008) и Спасо-Преображенский собор в Хабаровске (2001—2004). Появилось также несколько примеров модернизированного стиля русского, например, Храм Георгия Победоносца на Поклонной горе (1994—1995), церковь св. Пантелеймона в Ростове-на-Дону (1996—1997), церковь св. Петра в Санкт-Петербурге (2005—2010), часовня Святого Александра Невского в Королёве (1998—1999) и собор Христа Спасителя в Калининграде (2004—2006).

### Светская архитектура

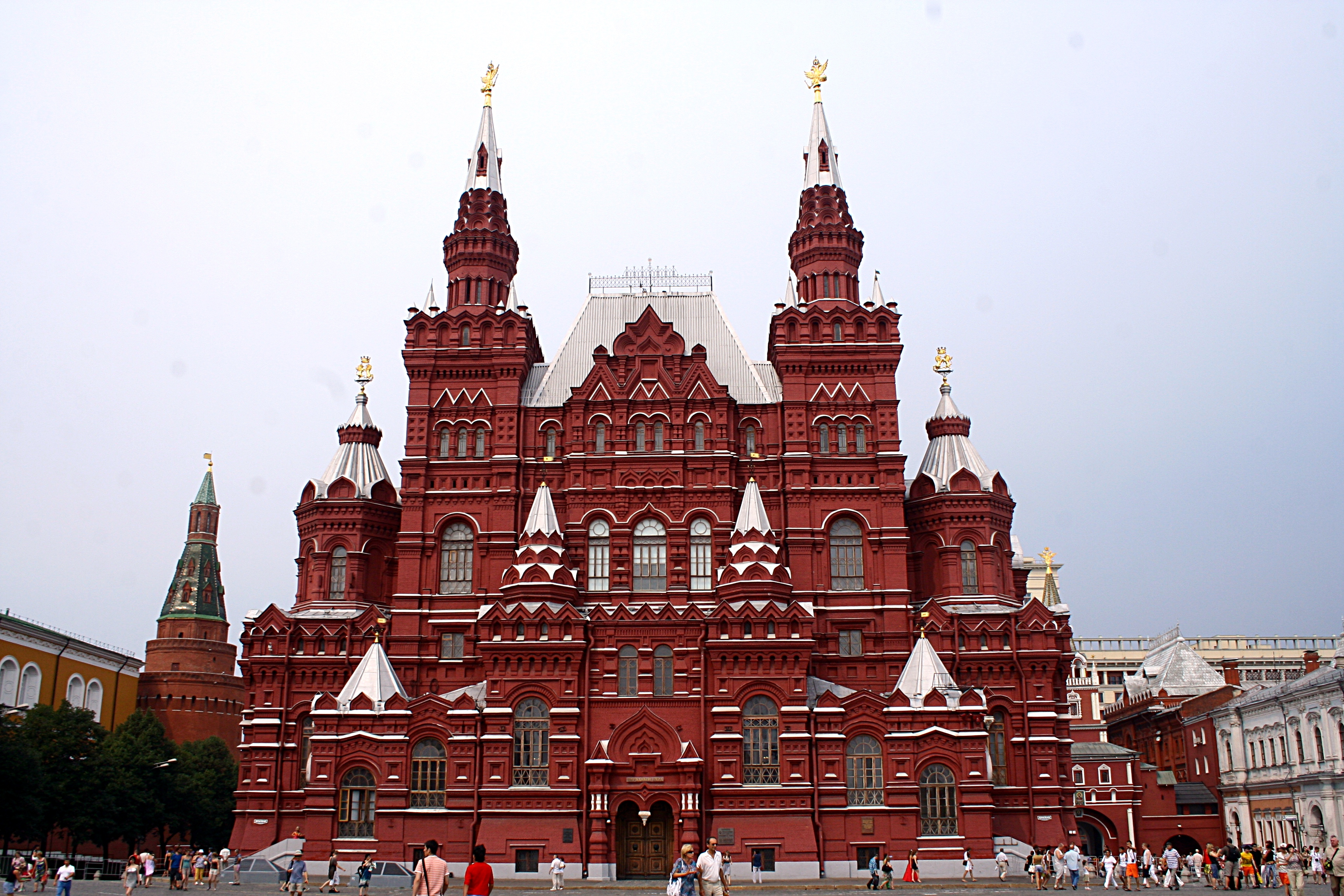
Государственный исторический музей (1875—1881) в Москве

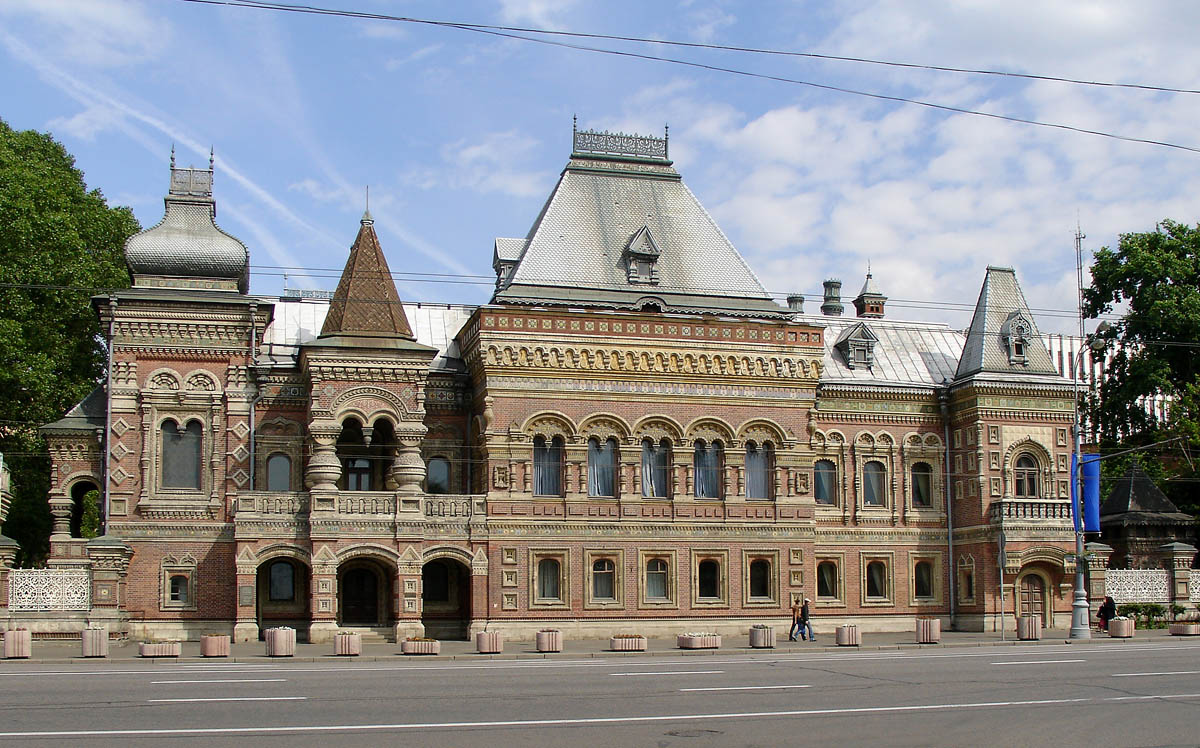
Дом Игумнова (1888—1895) в Москве

В период 1830-х — 1920-х годов появлялись монументальные и функциональные светские здания в русском стиле. К их числу относятся Большой Кремлёвский дворец (1838—1849) и Оружейная палата московского кремля (1849—1851), спроектированные Тоном. Архитектор использовал в своих проектах элементы существующих, предбарочных дворцов в древнем русском стиле, сочетая их с архитектурой классицизма.
В конце 1860-х годов Виктор Александрович Гартман и Иван Павлович Ропет начали разрабатывать новые здания, которые в гораздо большей степени были похожи на подлинные образцы русской добаррочной архитектуры и современных им русских народных построек. В 1872 году построена типография Мамонтова и Народный театр на Варварской площади в Москве, которые послужили образцами для последующих зданий. В 1875 году началось строительство Государственного исторического музея в Москве и Политехнического музея в Москве, за основу которых взята московская архитектура XVI века.
Впоследствии построены: Театр Корша (1882) и Театр Парадиз в Москве (1885), драматический театр в Самаре (1888), электростанция «Новый Манеж» в Москве (1888), Московская городская дума (1890—1892), железнодорожный вокзал Владивостока (1891—1893), Главный ярмарочный дом в Нижнем Новгороде (1893—1896), Верхние торговые ряды с примененной структурной инженерией (1893). Многие объекты носили черты эклектики. Самым «чистым» примером русского стиля в светской архитектуре считается дом Игумнова в Москве (1888—1895).
В начале XX века происходит переплетение русского стиля с модерном и ретроспективизмом (например, Ярославский вокзал в Москве (1902) и здание на улице Плуталовой, д. 2 в Санкт-Петербурге (1911—1913)). Русский стиль в светском строительстве перестал широко использоваться начиная с 1920-х годов. К числу редких примеров стиля в советский период относится кафе «Лебедь» на территории ВВЦ в середины 1950-х годов. После 1991 года вновь начали реализовывать проекты в русском стиле, например, Измайловский кремль в Москве (1998—2007).

### Деревянная архитектура

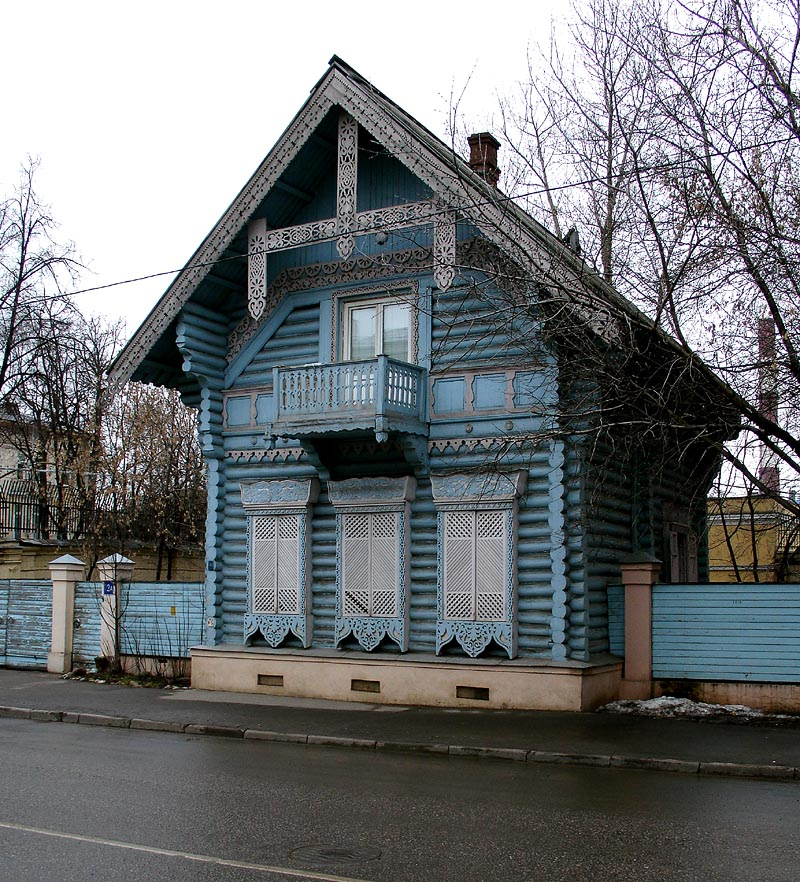
Погодинская изба в Москве

Добарочная архитектура в России до XVII века испытывала сильное влияние народного искусства, из которого взято множество традиционных мотивов: двускатные и шатровые крыши, кокошники, бочки. Примером светской архитектуры этого периода является Дворец царя Алексея Михайловича в Коломенском (1667—1672). Деревянные здания русской аристократии, относящиеся к народной архитектуры известны с XVIII века, например дом Петра I под Архангельском, с 1702 года. В 1815 году российско-итальянский архитектор Карл Росси спроектировал для императрицы Елизаветы Алексеевны типично русскую деревню в Павловском парке. В 1826—1827 годах по приказу Фридриха Вильгельма III построена русская деревня Александровка в Потсдаме. Посёлок в форме ипподрома с андреевсим крестом разработан Петером Йозефом Ленне, а построен Иоганном Георгом Моршем-старшим. Планы отдельных домов Александровки основывались на чертежах Карла Росси, который подарил свои картины прусскому королю во время визита к царице в 1818 году. В 1853 году император Николай I приказал построить в деревне Низино под Петергофом «образцовый» деревенский, деревянный русский дом. В 1856 году Николай Никитин спроектировал в духе славянофильства Погодинскую избу на Девичьем поле.
Возведение загородных зданий с подчёркнуто народными элементами появилось в первой половине XIX века в результате сентименталистских, романтических тенденций и ощущения уникальности русской народной архитектуры. Эти проекты стали источником вдохновения для последующих, иногда очень роскошных деревянных домов, дач, бань, усадеб, особняков, дворцов. Важными памятниками, которые повлияли на развитие стиля являются: Дом братьев Степановых в Челябинске около 1865 года, вдохновлённая уральским народным зодчеством, баня «Теремок» (1872—1878) и студия-мастерская в Абрамцеве (1873—1877), дом Сазонова в Асташове (1897) и Изба «Теремок» в Флёнове (1901). Строительство этого типа впоследствии повлияло на модерн (например, особняк Шорина в Гороховце начала XX века) и эклектику, например, дача Марии Клейнмихель на Каменном острове (1908—1911) и дача Павла Башенина в Сарапуле (1909) с элементами неоготики.
К архитекторам, черпавшим вдохновение в фольклоре, и, использовавшим новые, нестандартные формы, принадлежали Виктор Александрович Гартман и Иван Павлович Ропет. Созданный ими причудливый стиль можно назвать «сказочным». Они заложили основу русской архитектуры выставочных павильонов, царских коронационных залов, платформ, киосков и т. д. В XX веке продолжателями этой традиции стали Фёдор Осипович Шехтель и Илья Александрович Голосов.

## Неовизантийский стиль
Русская неовизантийская архитектура появилась вместе с присутствием русских на Балканах и на Кавказе на рубеже 1840—1850-х годов, вдохновлённая местным искусством и византийскими памятниками, в том числе Святой Софией. Самым ранним примером сочетания византийской архитектуры и классицизма является Софийский собор в Царском Селе (1780—1788). Некоторые византийские черты, наряду с древнерусскими формами с 1820-х годов начинают проявляться в нарождавшемся русском стиле.
Неовизантийская архитектура развивалась во многих разновидностях в регионах Российской империи, особенно на юге. К пионерам неовизантийской архитектуры принадлежали, в частности Григорий Григорьевич Гагарин, Давид Иванович Гримм, Василий Антонович Косяков, Роман Иванович Кузьмин. Самые ранние примеры неовизантийского стиля последовательно: Вознесенский собор в Алагире (1851), Владимирский собор в Севастополе (1854—1888), Владимирский собор в Херсонесе (1858—1891), Свято-Троицкий собор в Иерусалиме (1860) и несохранившаяся Димитриевская церковь на Греческой площади в Санкт-Петербурге (1861—1865). В 1862—1882 годы по случаю празднования 900-летия Крещения Руси построен Владимирский собор в Киеве. В работе над собором участвовали первоклассные русские художники (в том числе Александр икентьевич Беретти, Виктор Михайлович Васнецов, Михаил Александрович Врубель, Михаил Васильевич Нестеров). Несохранившийся военный собор Александра Невского в Тбилиси (1871—1897) стал промышленным образцом для подражания следующим русско-византийским соборам. Окончательный вариант пропорций таких храмов зафиксирован в проекте церкви Иконы Божией Матери «Милующей» в Санкт-Петербурге (1887—1898). Для сооружений, наиболее отличающихся от господствующих стандартов относятся монументальный Благовещенский собор в Харькове (1888—1901) и собор святых Петра и Павла в Каунасе с коринфскими колоннами (1891—1895).
С начала XX века неовизантийский стиль начали комбинировать с элементами модерна, например, в Никольском морском соборе в Кронштадте (1903—1913). Влияние модернизма особенно заметно в проектах Фёдора Шехтеля, Сергея Соловьёва и Ильи Бондаренко. Появились попытки соединения неовизантийского стиля с неоклассицизмом (проекты Владимира Адамовича), неоромантизмом или неомавританским, например, Большая хоральная синагога в Санкт-Петербурге (1883—1893), а также Императорский театр в Тбилиси (1896).
К редким примерам светской архитектуры относятся, например, несохранившаяся Нижняя дача в Петергофе (1883—1897), Ансамбль жилых зданий Константинопольского патриаршего подворья (1883) и Богадельня братьев Боевых в Москве (1890-е годы). После 1917 года здания в неовизантийском стиле строились русской диаспорой. После 1991 года произошло возрождение стиля в России и возникновение ряда новых церковных построек в данном стиле.

## Ретроспективизм
Ретроспективизм в широком смысле включал ряд ревизионистских тенденций в русском искусстве в 1900—1917 годов, связанных с дизайном функциональных зданий, прикладной графики и т. д. с использованием современных технологий и выразительных, чистых художественных форм прошлых эпох. Основными представителями ретроспективизма в архитектуре были пропагандисты старорусской архитектуры (Алексей Щусев, Сергей Соловьёв, Илья Бондаренко), итальянского ренессансного искусства (Андрей Белогруд, Иван Жолтовский, Мариан Перетяткович, Мариан Лялевич, Владимир Щуко), позднего барокко (Александр Дмитриев, Лев Ильин, Николай Ланcере) и, прежде всего, классицизм (Евграф Воротилов, Владимир Покровский, Степан Кричинский, Андрей Аплаксин, Иван Жолтовский, Владимир Щуко, Иван Фомин).
Ретроспективизм в узком смысле означал новую волну русского неоклассицизма в начале XX века. Неоклассицизм как единственный поток ретроспективизма был также развивался после революции 1917 года и эволюционировал в направлении монументальной коммунистической архитектуры, близкой к ампиру. Многие из архитекторов-классицистов стали ведущими представителями официального советского искусства. Основными примерами классического ретроспективизма являются многочисленные жилые и товарные дома Санкт-Петербурга и Москвы (1900—1930 годы), Дворец А. А. Поповцева на Каменном острове (1911—1912), штаб-квартира дирекции Свердловской железной дороги (1925).
К ренессансному ретроспективизму относятся, в частности, Дом Тарасова в Москве (1912), а к барочному ретроспективизму — часовня при Сампсоновском соборе в Санкт-Петербурге (1909) и Городской училищный дом им. Петра Великого в Санкт-Петербурге (1910—1912).
Неорусский ретроспетивизм был получен непосредственно из неорусского стиля. В отличие от неорусских архитекторов, ретроспективисты уделяли больше внимания использованию выразительных, аутентичных образцов древнерусской архитектуры и без колебаний использовали достижения модерна. К основным постройкам, причисляемым к этому стилю, являются здание Государственного Банка в Нижнем Новгороде (1910—1912) и Казанский вокзал в Москве (1913—1940).